# Patrimoine architectural d'Amiens
Amiens compte un patrimoine exceptionnel : 53 monuments protégés au titre des monuments historiques et 126 lieux et monuments répertoriés à l'inventaire général du patrimoine culturel ; et par ailleurs, 263 objets protégés au titre des monuments historiques et 122 objets répertoriés à l'inventaire général du patrimoine culturel. Les informations données ci-dessous ne sont relatives qu'à une brève sélection.

## Bâtiments ou monuments remarquables

### Notre-Dame d'Amiens
« C'est une femme adorable, cette cathédrale c'est une Vierge. […] Point de confusion vaine, ici, point d’exagération ni d'enflure. C'est l'empire absolu de l'élégance suprême. »
— Auguste Rodin
« La cathédrale d'Amiens mérite le nom qui lui est donné par M. Viollet-le-Duc, « le Parthénon de l'architecture gothique ». »
— John Ruskin dans La Bible d'Amiens
« Me voici maintenant à Amiens dont la cathédrale va m'occuper toute la journée, c'est une merveille […] un chef-d'œuvre prodigieux ! »
— Victor Hugo dans un courrier à sa femme en 1835
« Vous aurez peut-être alors comme moi la chance, […] de voir la cathédrale, qui de loin ne semble qu'en pierres, se transfigurer tout à coup, et, - le soleil traversant de l’intérieur, rendant visibles et volatilisant ses vitraux sans peintures, - tenir debout vers le ciel, entre ses piliers de pierre, de géantes et immatérielles apparitions d'or vert et de flammes. »
— Marcel Proust dans la préface de la Bible d’Amiens

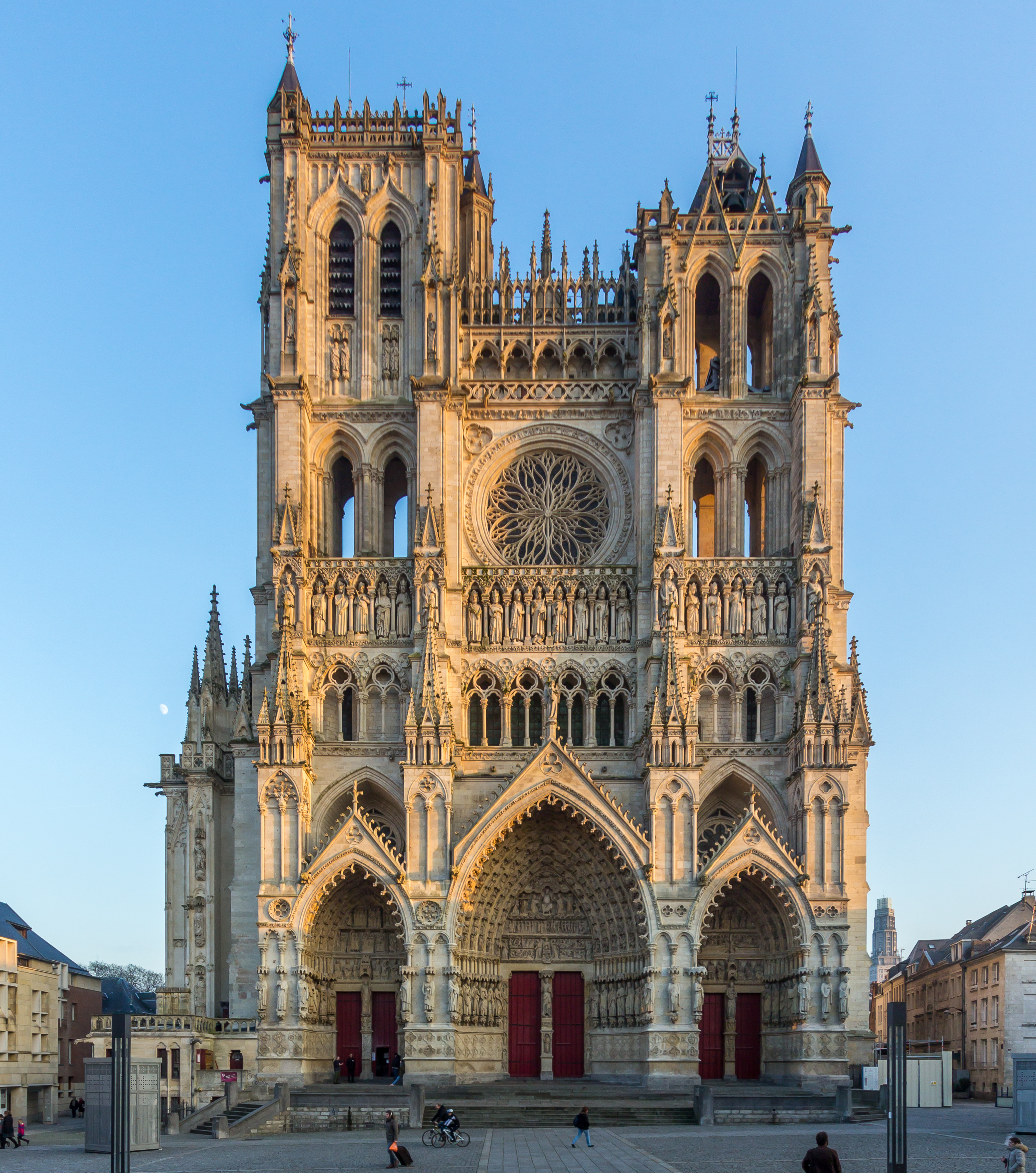
Façade de la cathédrale Notre-Dame.

La ville doit une renommée mondiale à sa cathédrale, chef-d'œuvre de l'art gothique et plus vaste cathédrale du monde par ses volumes intérieurs (200 000 m3).
Inscrite une première fois au patrimoine mondial de l'UNESCO comme « chef-d'œuvre du patrimoine mondial » (1981), elle l'est une seconde fois comme monument étape des chemins de Compostelle (1998).
Plus vaste édifice religieux et médiéval de France, Notre-Dame d'Amiens pourrait contenir deux fois Notre-Dame de Paris. Elle mesure 145 mètres de long et sa flèche culmine à 112 mètres de haut. Les voûtes de la nef centrale atteignent 42,30 mètres (proche du maximum supportable pour cette architecture).
Datant du XIIIe siècle, sa construction est le fait de la richesse de la ville au Moyen Âge et de l'incendie de la cathédrale romane qui s'y situait auparavant. Trois architectes, dont Robert de Luzarches se sont succédé pour mener à bien le chantier.
Considérée comme l'édifice de référence de l'architecture gothique, la cathédrale présente également certains éléments du style gothique rayonnant et flamboyant. La rapidité de construction, à peine 70 ans pour le gros œuvre (1220 à 1269), explique cette homogénéité de style.
Sa façade est décorée de plus de 3 000 statues, gargouilles et chimères d'origine dans leur quasi-intégralité. Elle accueille également de nombreux ouvrages remarquables comme l'Ange pleureur, son labyrinthe intact de 234 mètres de long ou encore des bas-reliefs d’intérêt majeur.
Malgré les deux guerres mondiales du XXe siècle qui ont touché la ville, elle est restée intacte.
Depuis 1999, un spectacle son et lumière présente la polychromie originelle des façades, découverte à la suite du nettoyage par laser du monument.
Moment fort de la vie culturelle et touristique de la ville, il est donné chaque été mais aussi à l'occasion des fêtes de fin d'année et le marché de Noël. En juin 2017, ce spectacle de colorisation est entièrement renouvelé.

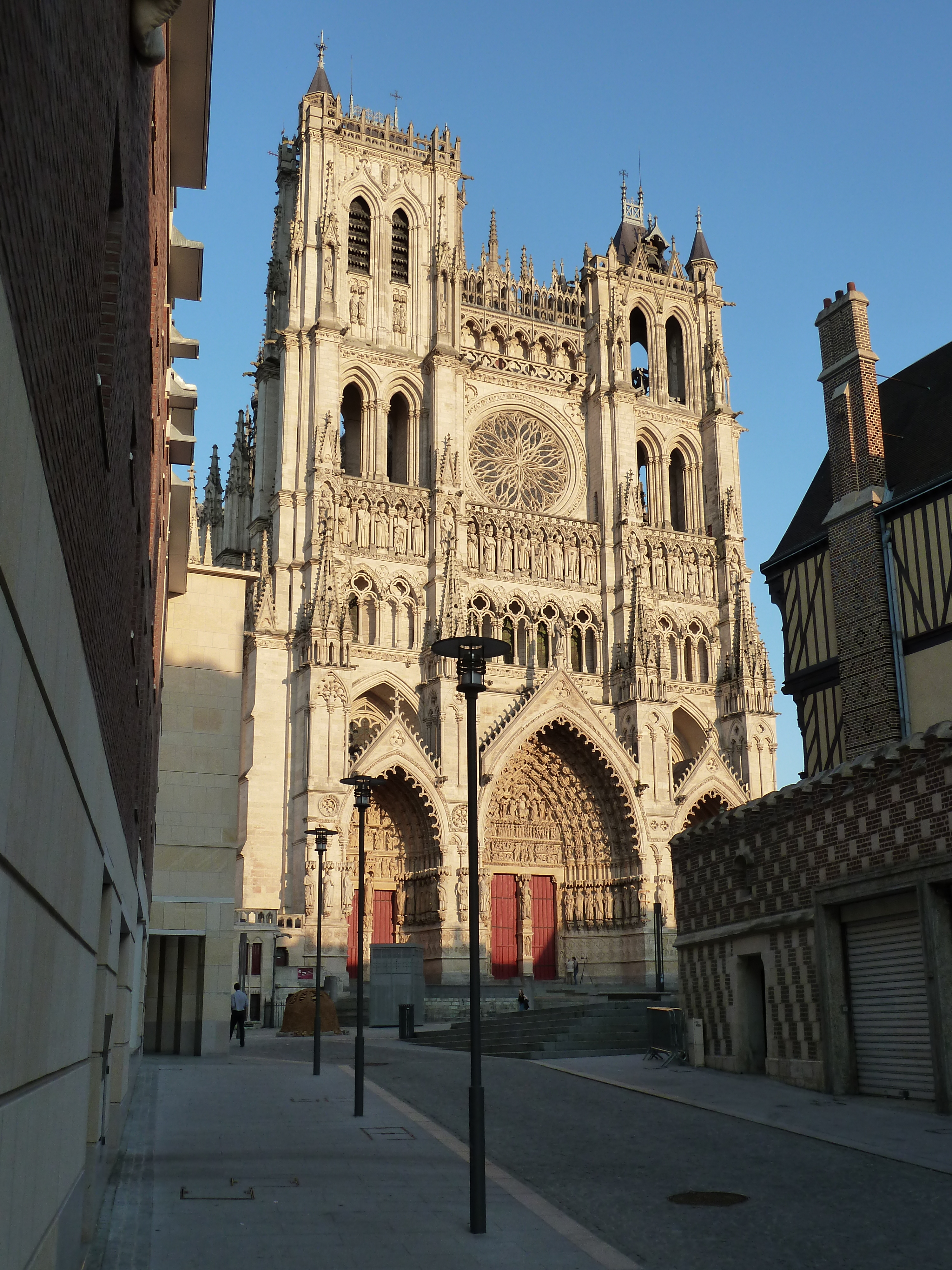
La cathédrale vue depuis la rue André.
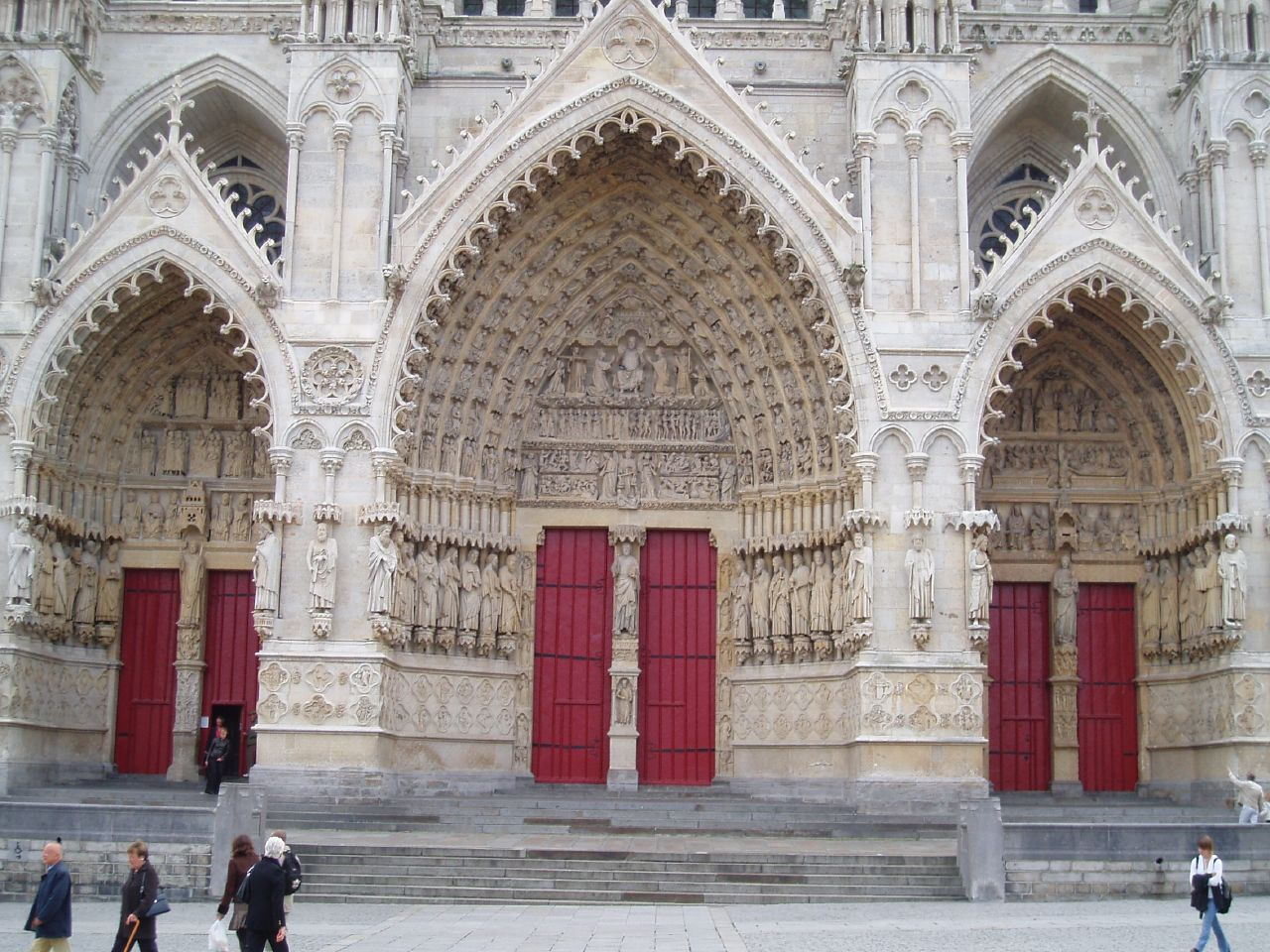
Entrée ouest.
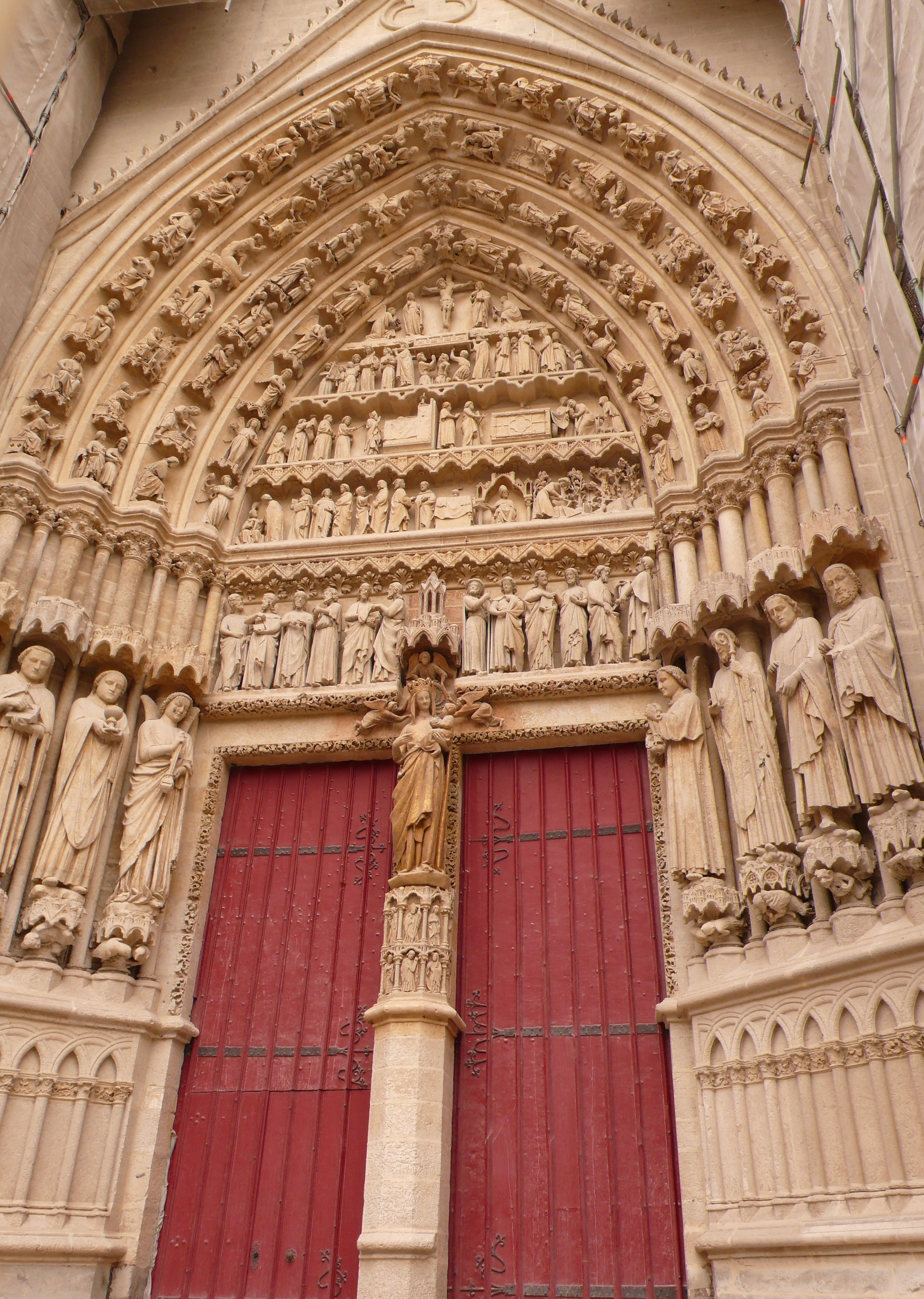
Entrée sud.
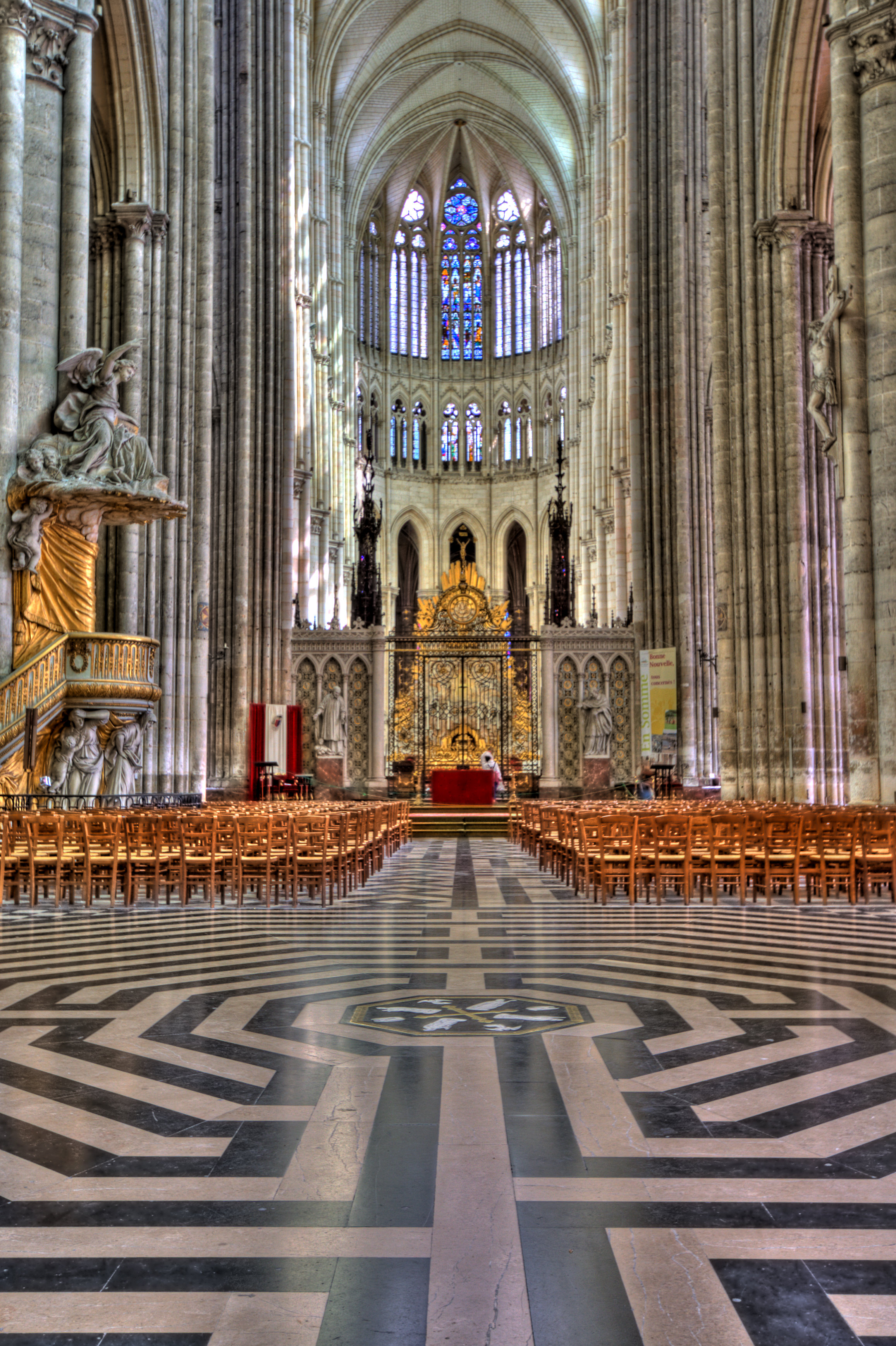
Le labyrinthe.
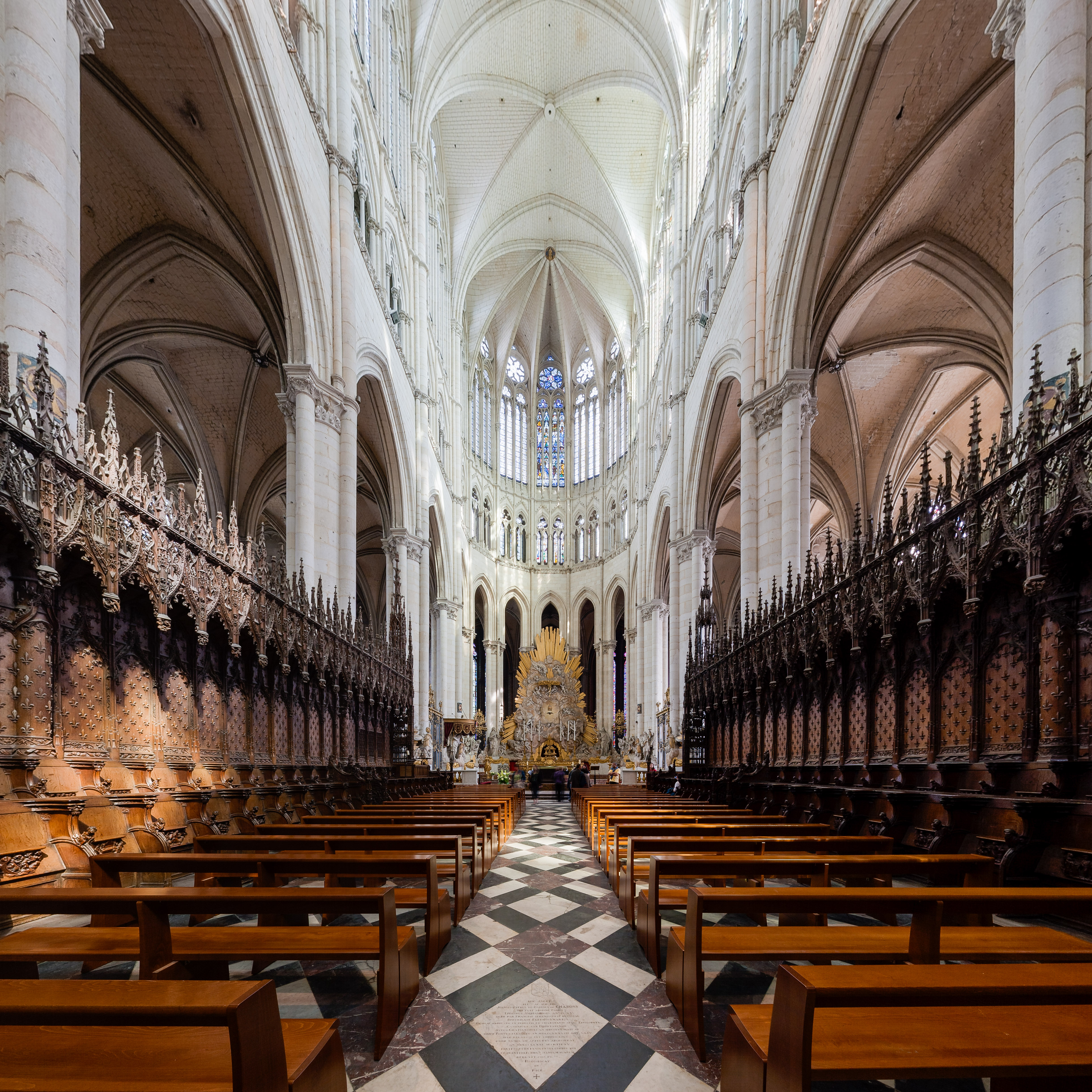
Le chœur.
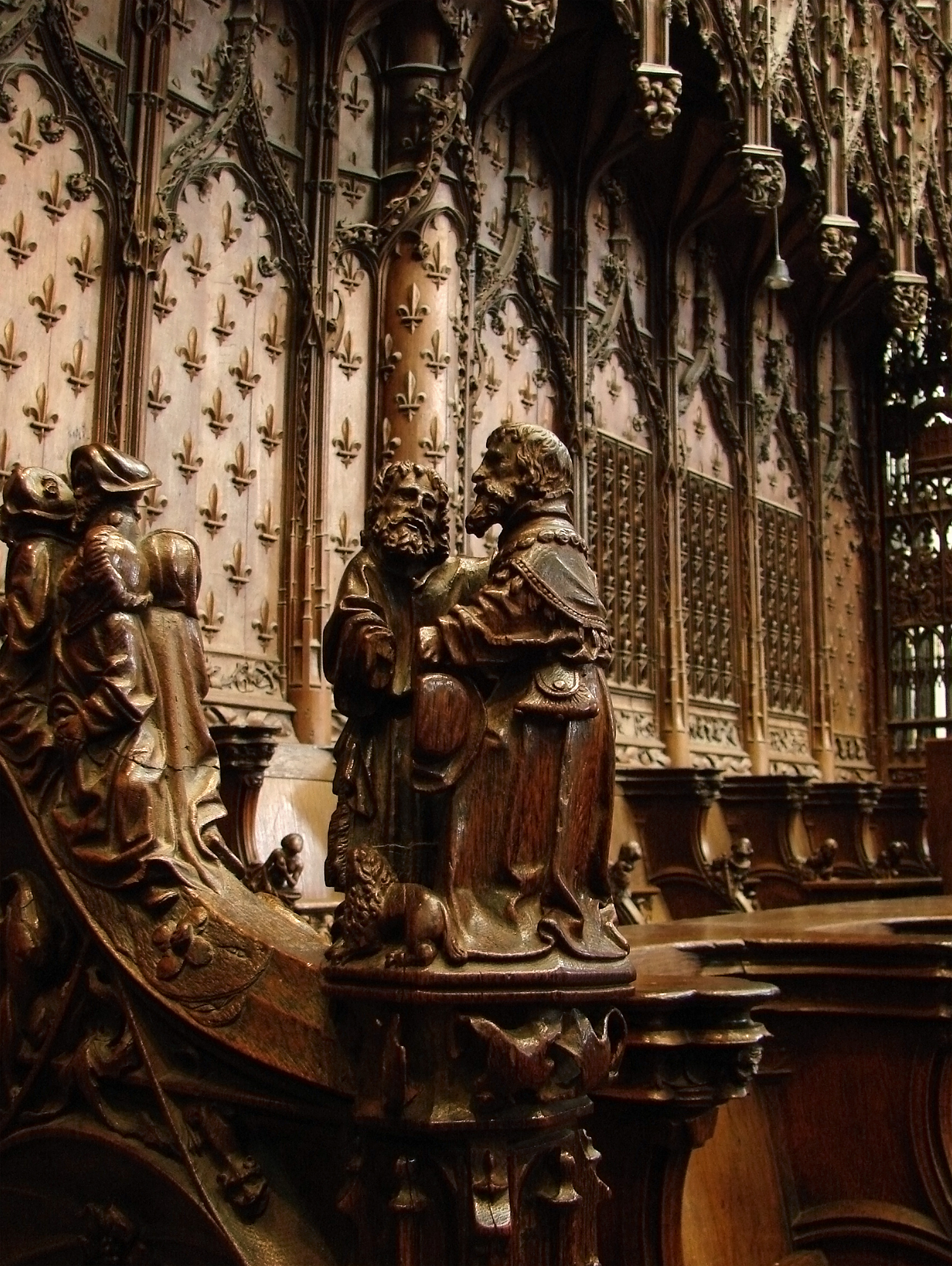
Les stalles.
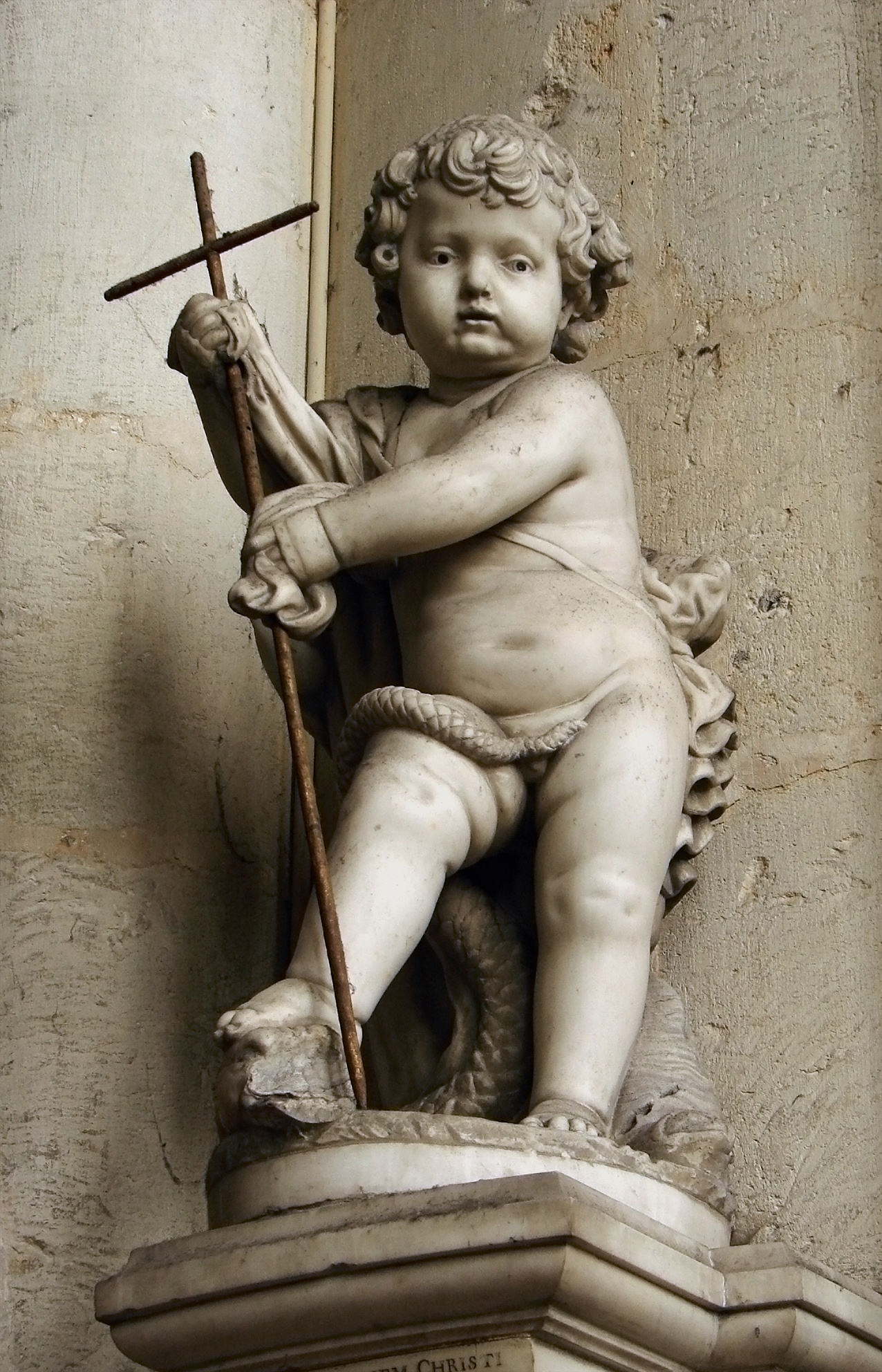
Mausolée de Charles de Vitry.
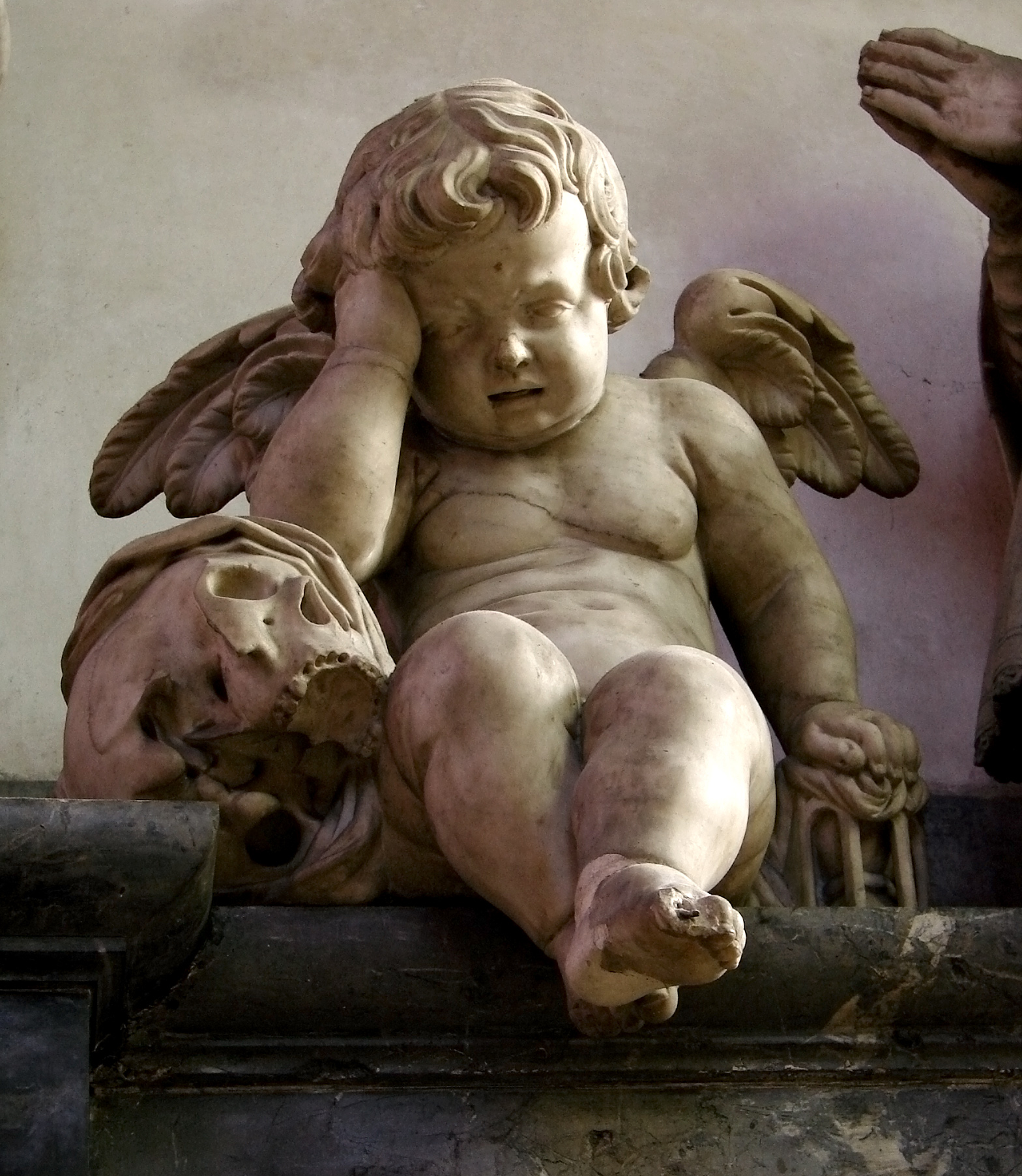
L'Ange pleureur.

#### Le Beffroi

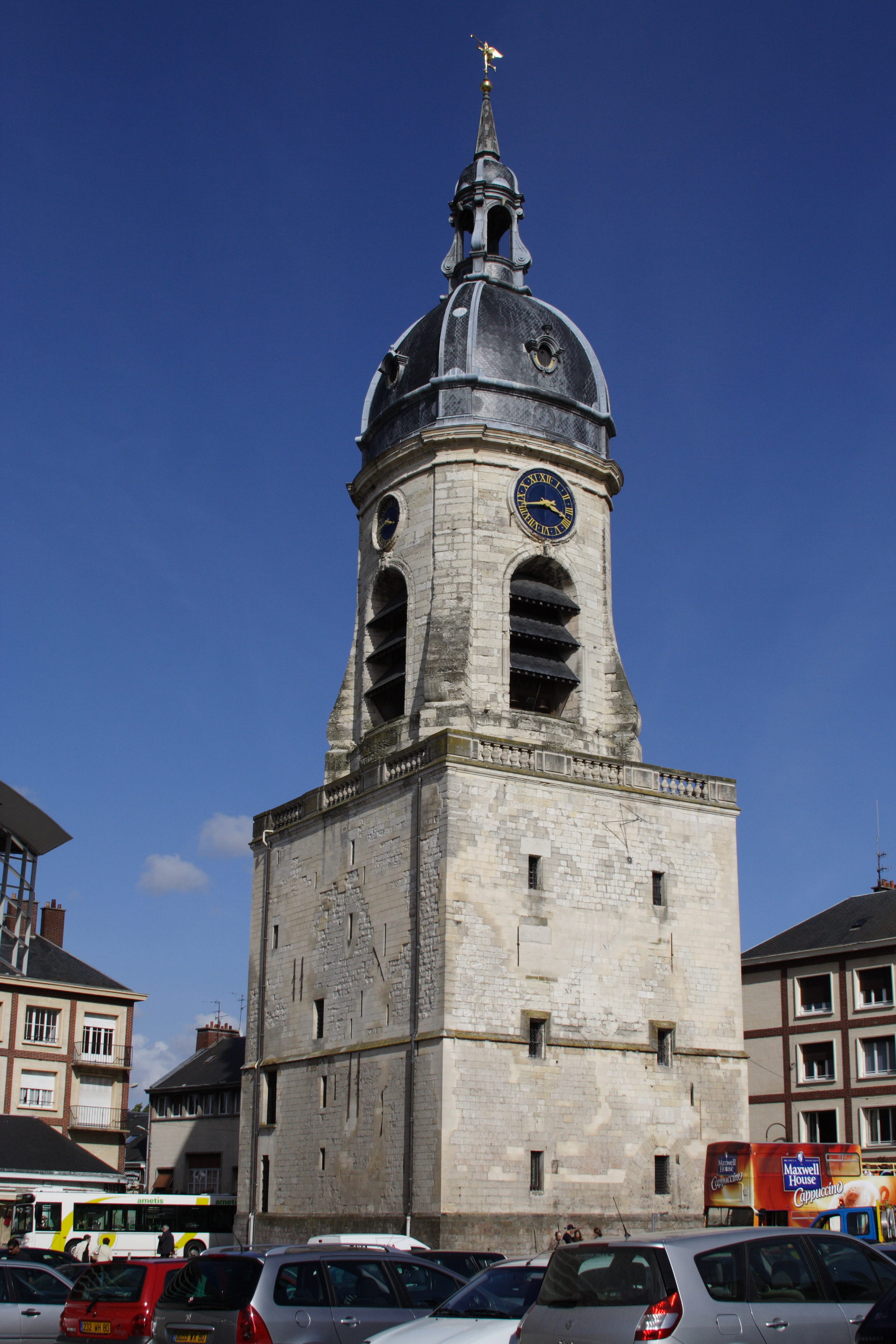
Le beffroi d'Amiens.

Classé au patrimoine mondial de l'UNESCO, comme la cathédrale Notre-Dame, le beffroi est également l’un des symboles de la capitale picarde.
Évoqué pour la première fois en 1244, le monument a été reconstruit en 1406 à base de pierres blanches alors qu'il était bâti en bois auparavant. De style gothique et jésuite, l'édifice permettait de veiller sur la ville en surveillant ses alentours. Il a également fait office de prison. Endommagé lors d'un bombardement pendant la Seconde Guerre mondiale, il s'est trouvé à l'abandon avant d'être entièrement rénové en 1989.
Situé sur la place au Fil, place centrale de la ville avant l'arrivée du train et l'essor de la rue des Trois-Cailloux, le beffroi jouxte les Halles et l'arrière de l'Hôtel de ville. D'une hauteur de 52 mètres, il sonne chaque heure de la journée.

#### Le cirque Jules-Verne
« Le nouveau cirque est une œuvre d'art que votre administration municipale a voulu doter de tous les perfectionnements de l'industrie moderne. C'est le plus beau, sans conteste, c'est aussi le plus complet par ses aménagements et son outillage qui a été édifié en France et à l'étranger. »
— Jules Verne, extrait du discours d'inauguration du 23 juin 1889.

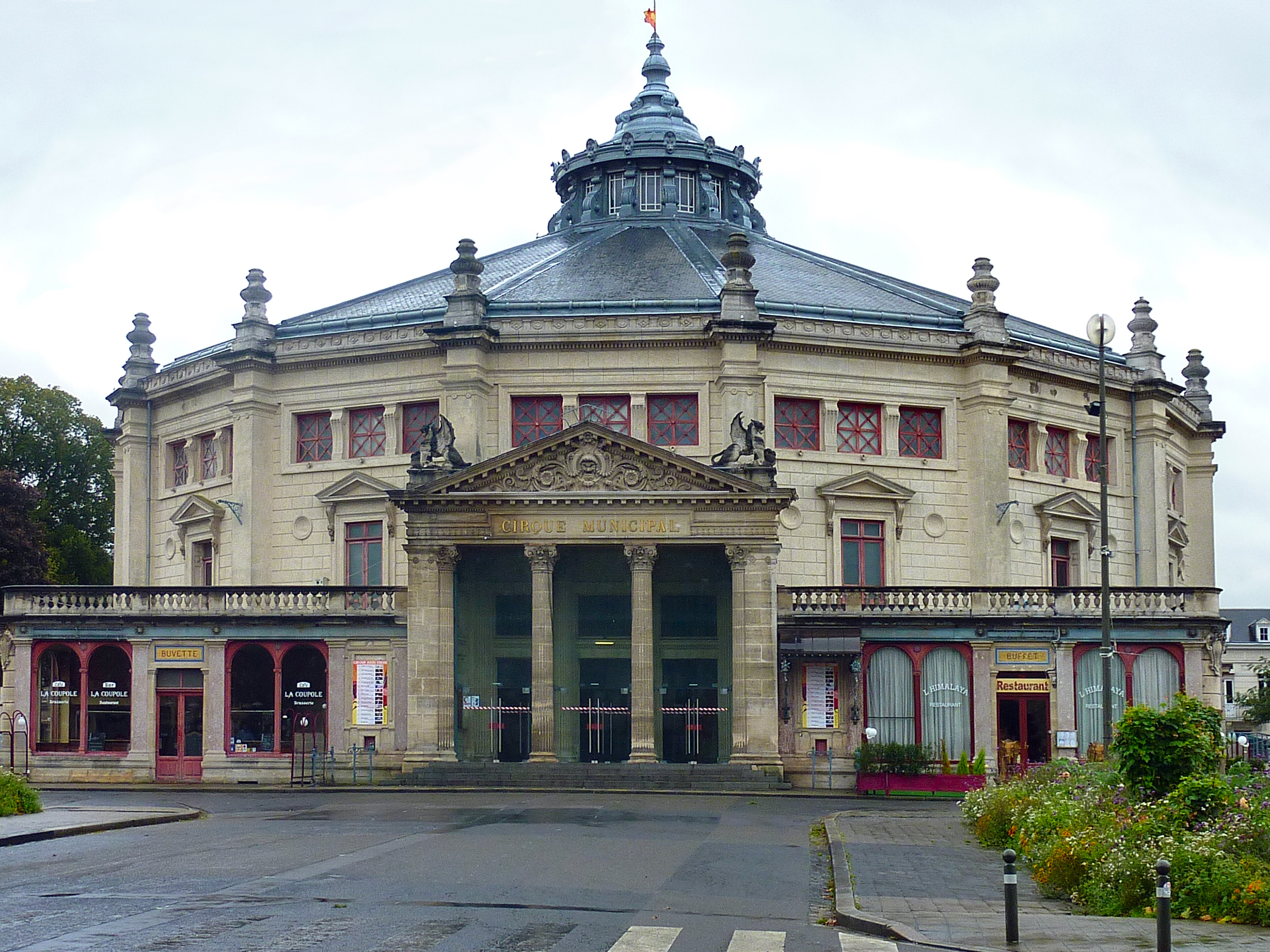
Le cirque municipal Jules Verne.

Plus grand cirque en dur de France, le cirque Jules-Verne est le symbole d'une tradition circassienne fortement ancrée localement depuis le milieu du XIXe siècle.
Inauguré le 23 juin 1889 par Jules Verne, il succède à un cirque en bois édifié en 1874. Le célèbre auteur amiénois, conseiller municipal chargé des fêtes et célébrations, en fut l'un des principaux partisans et également chargé du suivi des travaux.
Avec sa forme polygonale à 16 côtés, d'un diamètre de 44 mètres, il s'inspire du cirque d'été de Paris. L'architecte Émile Ricquier, élève de Gustave Eiffel, fut chargé de sa construction sous la supervision de Charles Garnier.
Si son usage est essentiellement consacré aux arts du cirque, il est également pluridisciplinaire puisque le bâtiment accueille de nos jours de nombreux concerts, spectacles, galas sportifs et réunions publiques. Il a également servi de décor à Federico Fellini pour Les Clowns (1971), et à Jean-Jacques Beineix pour Roselyne et les Lions (1989).
En 2003, l'intérieur du cirque est entièrement rénové. En 2017, c'est l'extérieur de l'édifice qui bénéficie d'un ravalement complet.
Depuis le 1er janvier 2011, le cirque d'Amiens est labellisé Pôle national cirque et arts de la rue. Il est aussi le siège du cirque Arlette Gruss.

#### La maison de Jules Verne

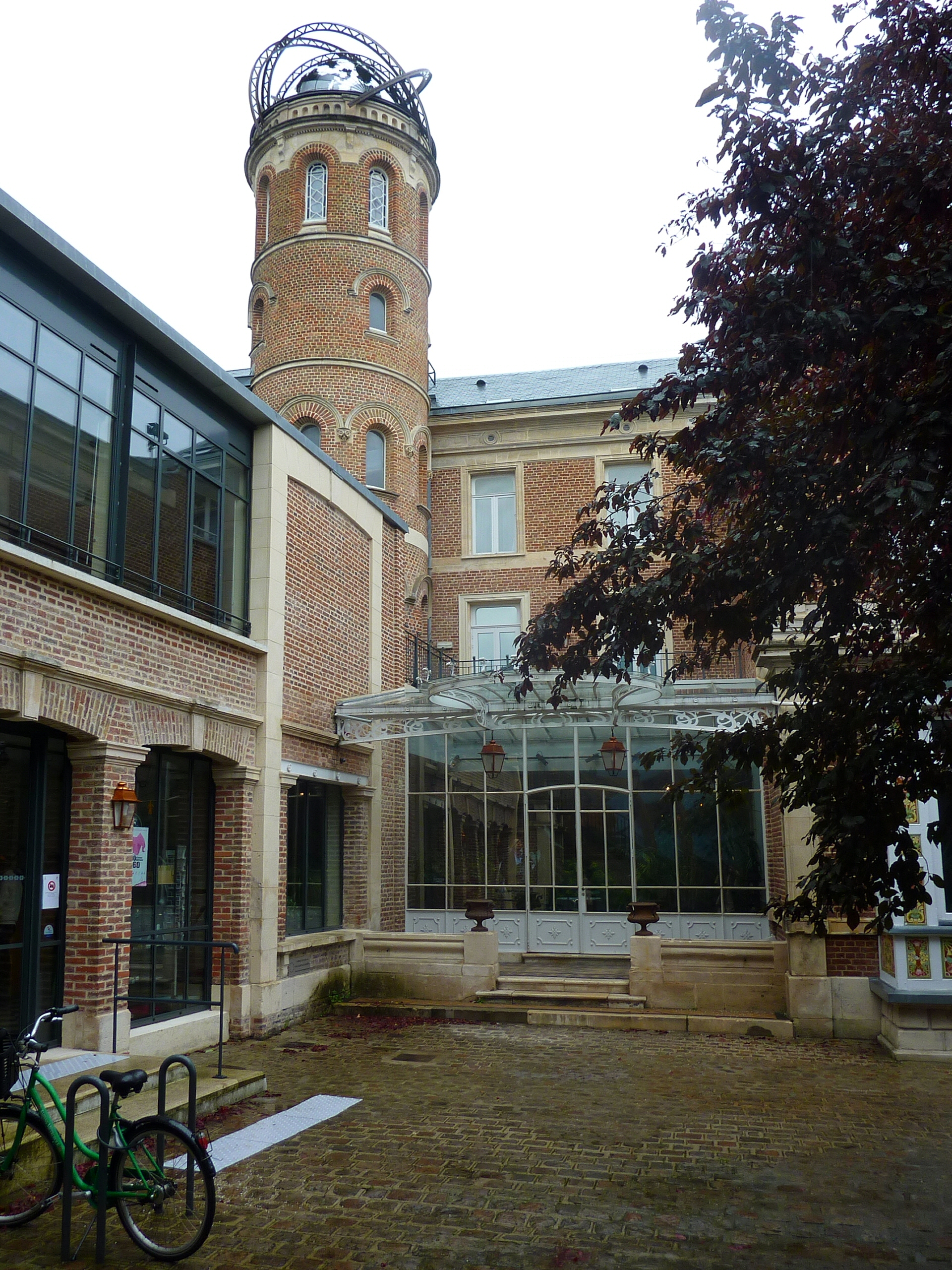
Maison de Jules Verne

Située l'angle de la rue Charles-Dubois et du boulevard Jules-Verne, il s'agit de la maison dans laquelle Jules Verne et son épouse vécurent entre 1882 et 1900.
Acquise en 1980 par la ville, elle est labellisée Maisons des Illustres par le Ministère de la Culture. Elle est également inscrite à l'inventaire supplémentaire des monuments historiques.
Restauré en 2006, grâce au Centre International Jules Verne, cet hôtel particulier retrace la personnalité, les sources d'inspiration et les souvenirs de l'écrivain à travers l'exposition de plus de 700 objets.

#### La tour Perret
Symbole de la reconstruction d'Amiens et du savoir-faire national, la tour Perret a été construite dans le quartier de la gare, rasé par les bombardements de 1944.
Inaugurée en 1952, elle porte le nom de son concepteur, Auguste Perret. Elle fut classée monument historique dès 1975.
Culminant à 110 mètres, elle a longtemps été le plus haut gratte-ciel d'Europe de l'Ouest. Elle est visible à des dizaines de kilomètres autour de la ville.
Depuis 2005, un dispositif de mise en lumière lui confère l'aspect d'un phare le soir venu.

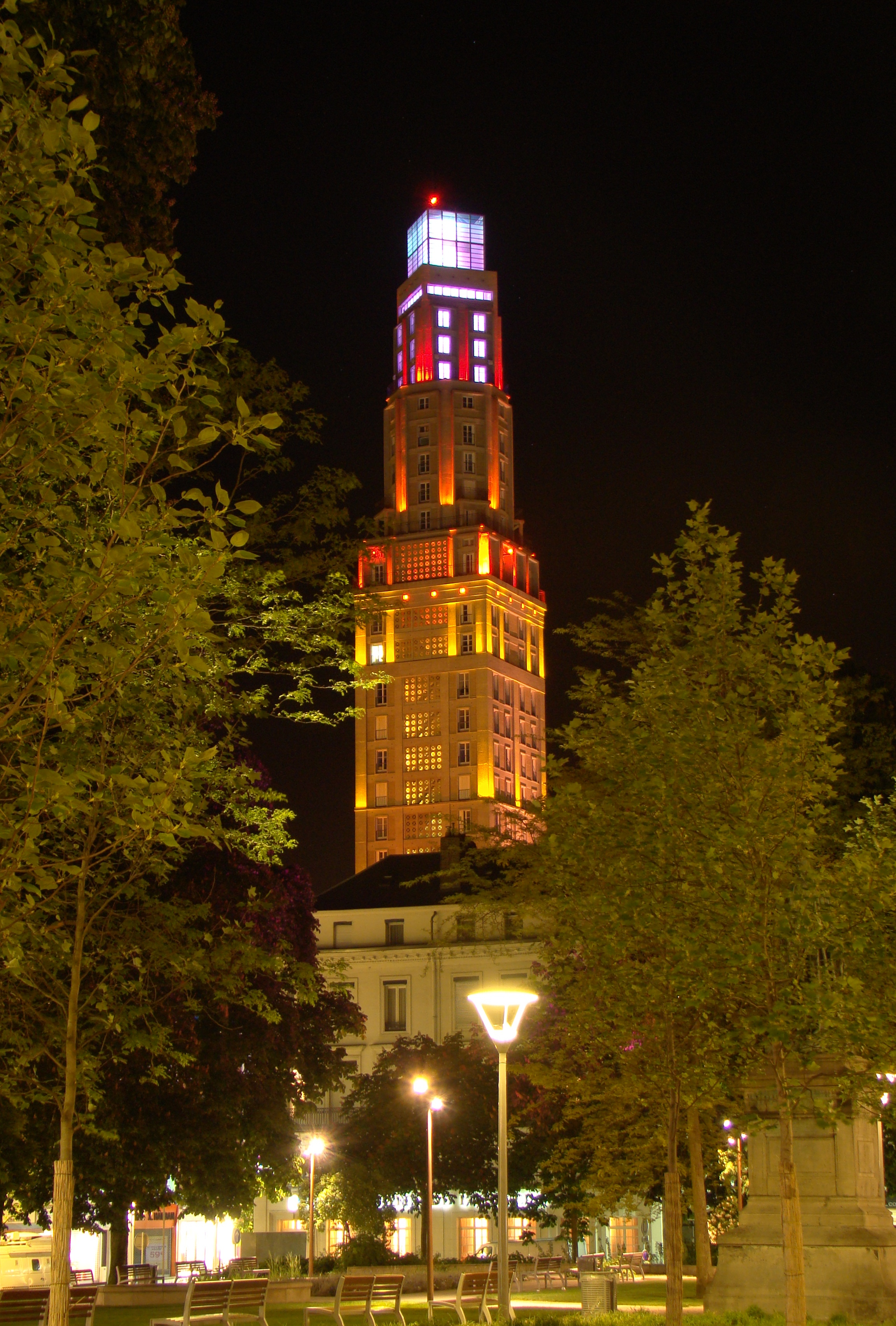
La Tour Perret de nuit depuis le square René Goblet.

## Autres bâtiments ou monuments remarquables

### Antiquité
- De nombreuses fouilles archéologiques ont mis au jour des vestiges de l'époque protohistorique à l'époque romaine. Deux puits de lumière percés dans le dernier aménagement de la place Gambetta permettent d'observer quelques vestiges du forum alors que les vestiges importants d'un grand théâtre gallo-romain mis au jour début 2007 ont été démontés et stockés conformément aux règles de la conservation archéologique, lors des travaux de réaménagement du quartier de la gare (mars 2007)[13].
- Le Jardin archéologique de Saint-Acheul témoigne de la présence de l'homme paléolithique dans la vallée de la Somme il y a quelque 450 000 ans. Une coupe stratigraphique, classée monument historique depuis 1947, permet de visualiser les strates successives de la vallée de la Somme.

### Moyen Âge
- L'église Saint-Leu a été construite à la fin du xve siècle, sur le modèle des églises-halles, elle est dédiée, comme son quartier, à Saint Leu, évêque de Sens du viie siècle, puis exilé dans le Vimeu. Elle possède trois nefs. Un portail flamboyant orne la base du clocher. Ce dernier, frappé par la foudre, dut être refait au début du xvie siècle. Les abouts de poutres sont sculptés. Les statues de pierre et de bois datent du xviie siècle. Le chœur abrite la gloire des frères Duthoit.
- L'église St-Germain, désaffectée mais où se tiennent régulièrement des expositions sur la colorisation la cathédrale et le quartier St-Germain, concurrent historique du quartier St-Leu. L'animosité entre les populations de ces deux quartiers a marqué l'histoire d'Amiens. Cette église possède une tour élevée et curieusement penchée. Touchée par les bombardements de 1940, elle a été rendue temporairement au culte en octobre 1965 après une minutieuse restauration,

- Les vestiges de l'Hôtel-Dieu (quartier Saint-Leu, entre le CRDP et la faculté des sciences),
- Les moulins Passe avant et Passe arrière [14](à Saint-Leu).

### Renaissance
- la façade renaissance de la Maison du Sagittaire (déplacé pour jouxter le Logis du Roy),
- le Logis du Roi (faculté des arts jusqu'en 2003)[15],
- la maison du bailliage ou Malmaison,
- la Citadelle d'Amiens : d'abord ravelin, érigé au nord de la porte Montrescu, la forteresse est aménagée en 1531 par F. di Giorgio sous l'ordre de François Ier (porte François Ier, avec salamandres sculptées). Après la prise par les Espagnols et sa reprise par Henri IV (1597), Jean Errard reçoit la charge de reconstruire les défenses de la cité.

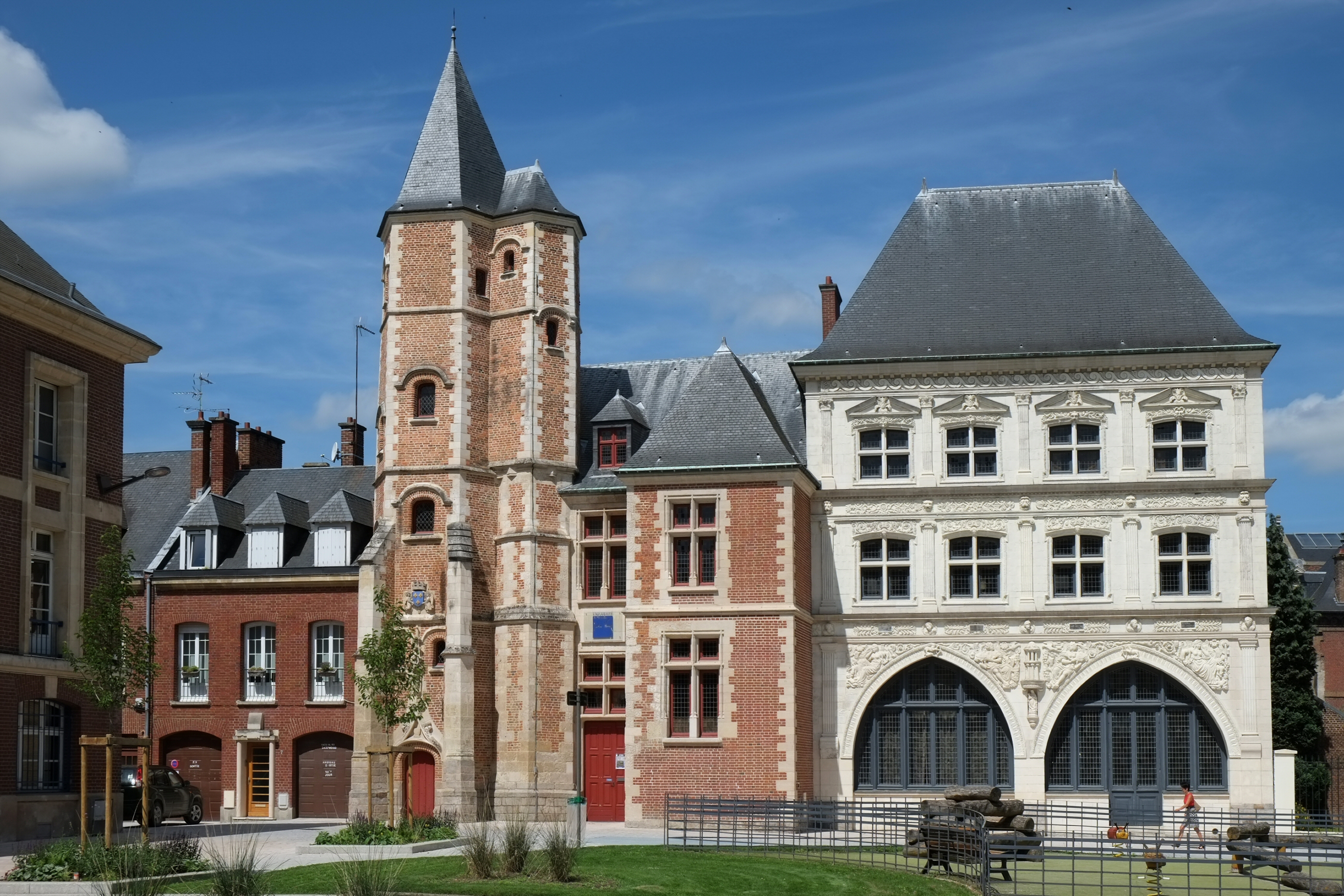
Logis du Roy et Maison du Sagittaire.
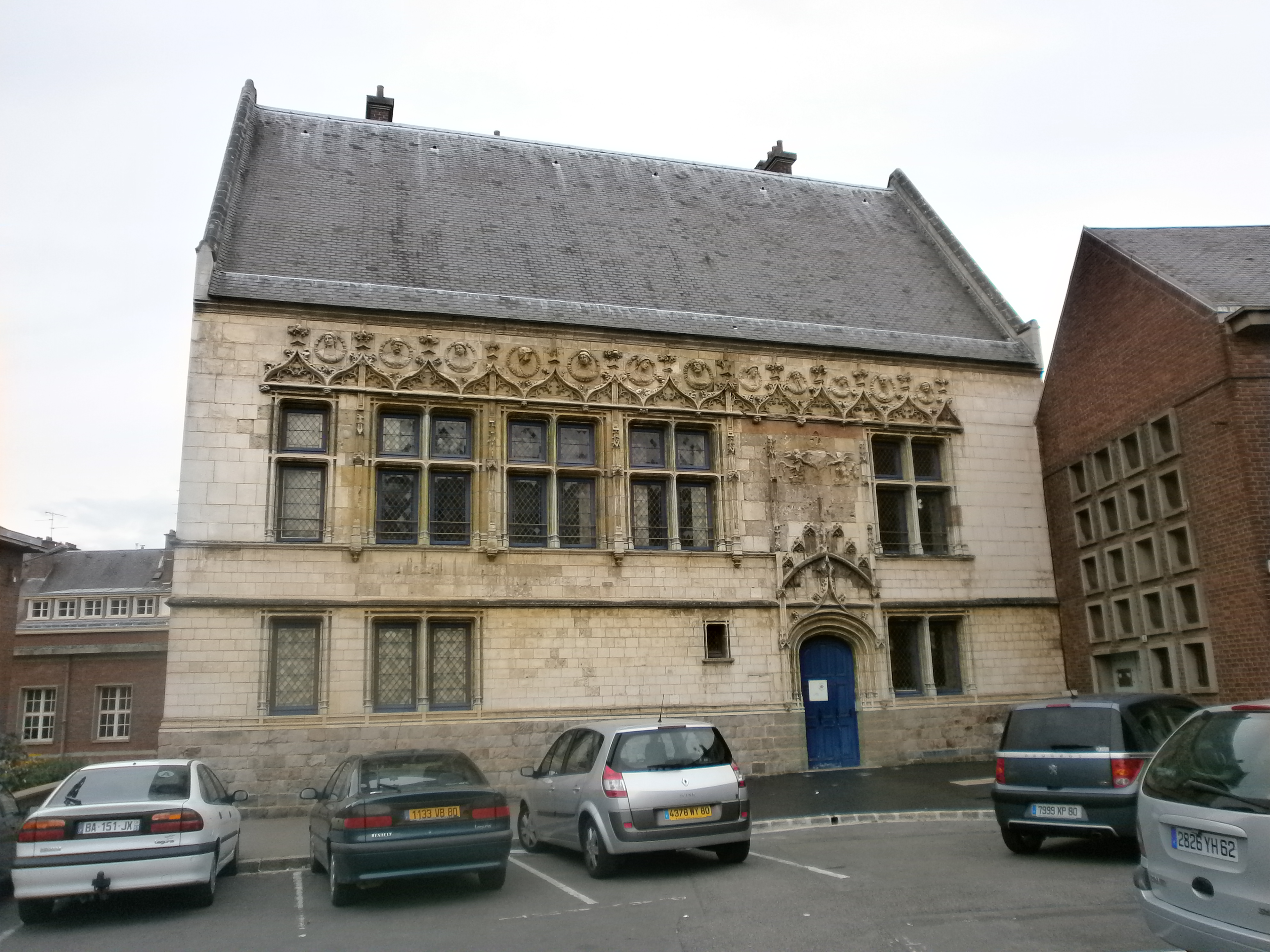
La maison du bailliage ou Malmaison, ancienne résidence du bailli d'Amiens construite en 1541.
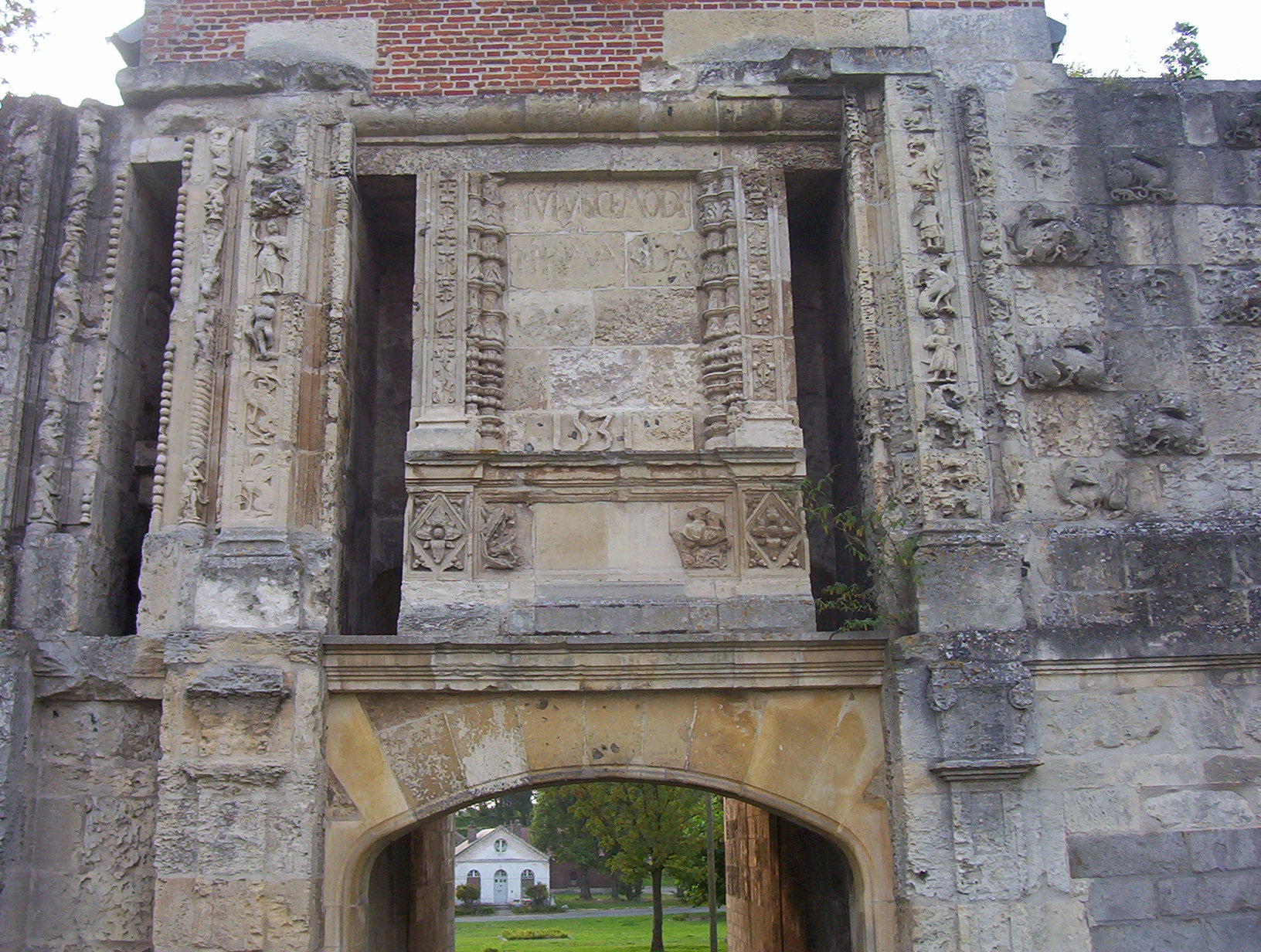
Porte du Ravelin de Montrescu construite de 1524 à 1531.

### XVIIeetXVIIIesiècles
- Abbaye Saint-Jean-des-Prémontrés (Cloître Dewailly)
- Abbaye de Saint-Acheul (XVIIe et XVIIIe siècles) et l'église (bâtie en 1760 sur le caveau supposé de Firmin d'Amiens)
- Le château d'eau et les fontaines d'Amiens (1753)
- La façade de l'ancien théâtre (actuellement une banque). Elle fut déplacée de 4 mètres pour l'alignement de la rue des Trois-Cailloux.
- La façade de la caserne Stengel (actuellement immeuble d'habitation)
- Le Palais de l'Évéché des XVIIe et XVIIIe siècles.
- Le Grand séminaire des Lazaristes : situé rue Jules-Barni, il fut édifié entre 1736 et 1741 et bénéficia de plusieurs extensions dont la dernière fut construite, sous l'égide de François-Auguste Cheussey, en 1828. Saisi par l'État, à la suite de la loi de 1905, le Grand séminaire fit ensuite office de caserne (nommée d'après le général affecté au Comité des fortifications, Pierre Charles Dejean) de 1909 à 1993. Pendant cette période, celle-ci abrita l'état-major de la 8e division d'infanterie.
- L'hôtel de ville, (en partie XVIIIe, en partie XIXe siècle). Style régional de pierres et briques, avec soubassement de grès, et pavillons en pierre. Sur le fronton on retrouve les statues du roi Louis VI le Gros et de l'évêque Geoffroi, qui ont octroyé la liberté à Amiens en 1115[16].

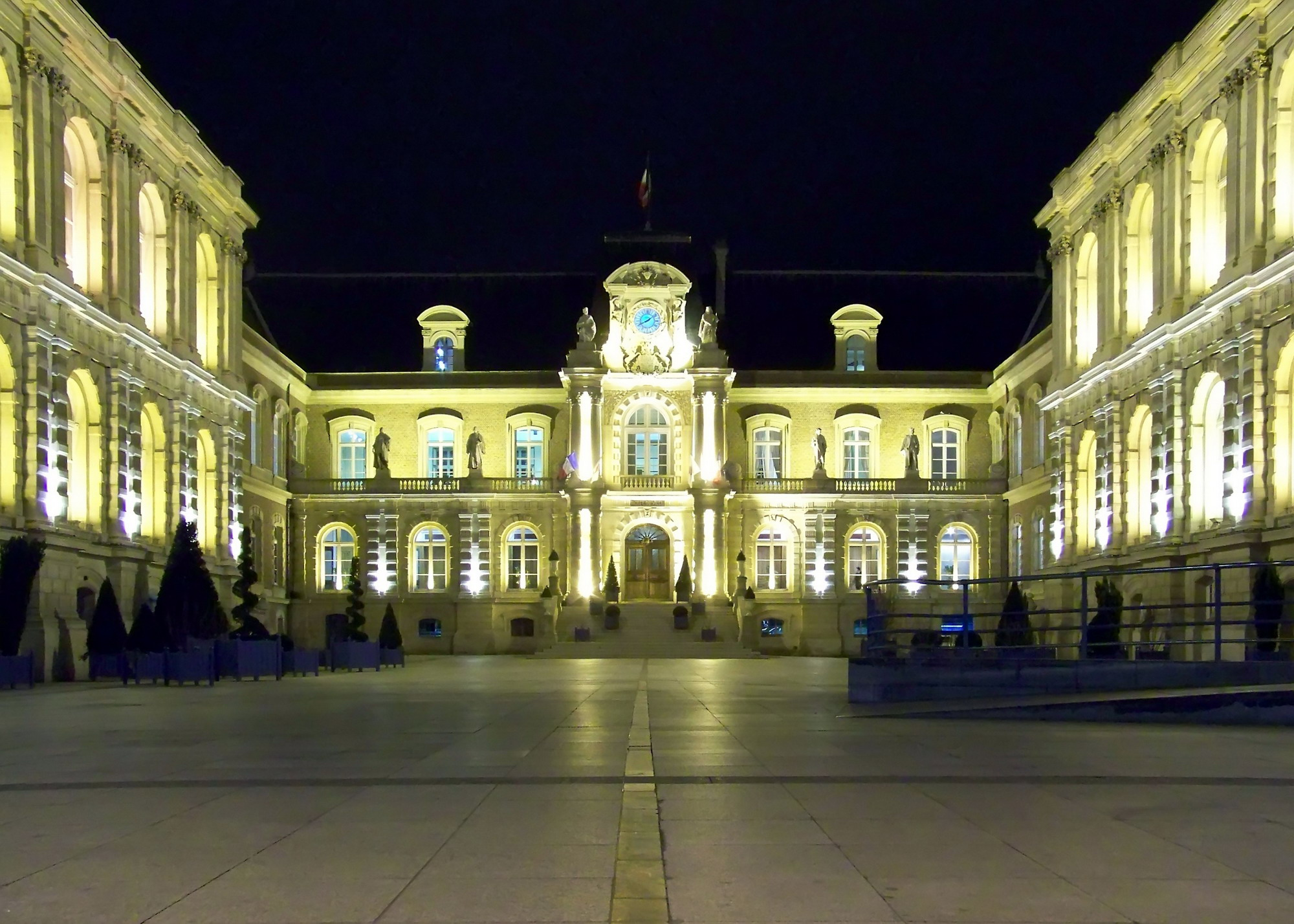
L'hôtel de ville
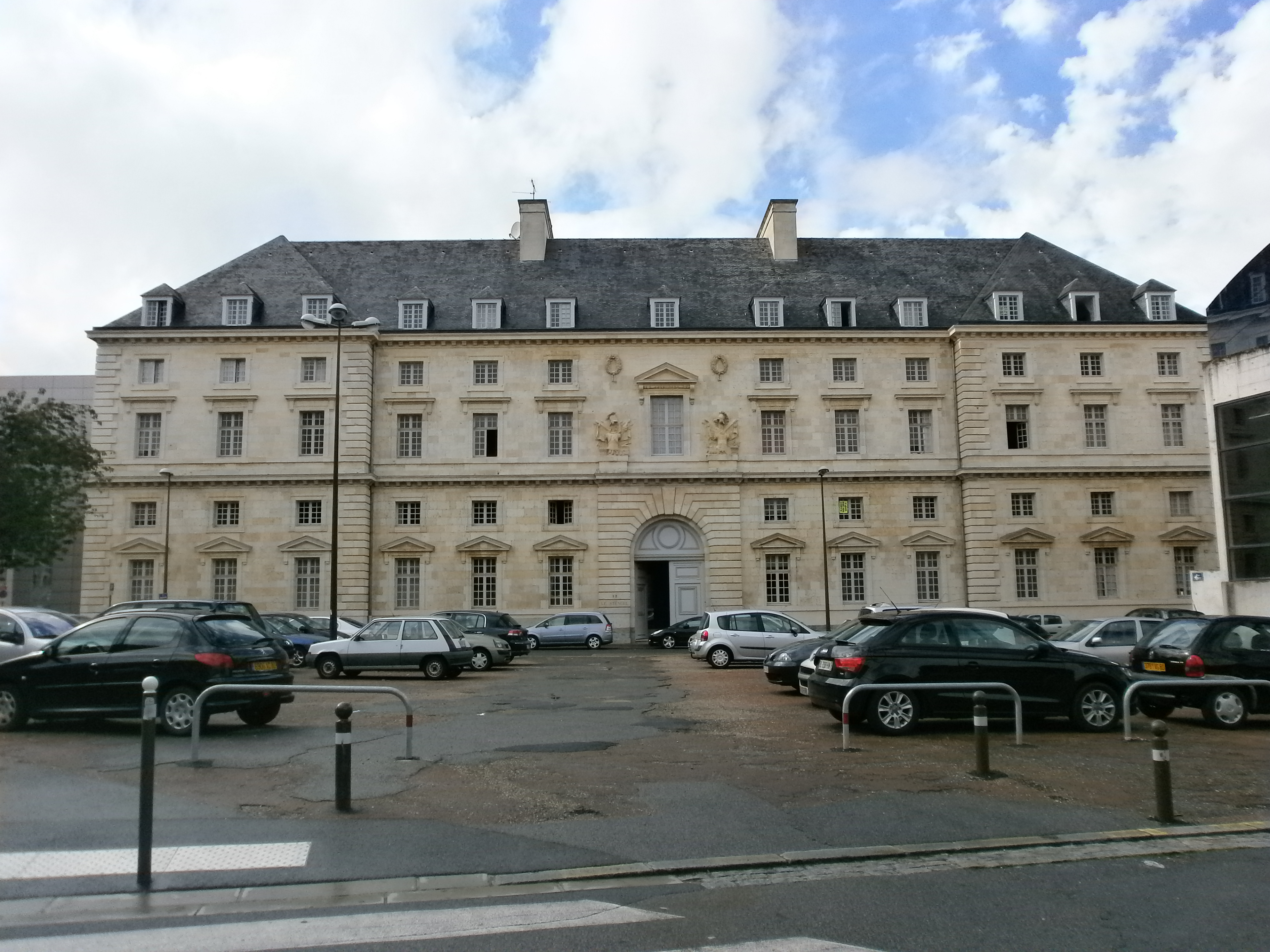
L'ancienne caserne Stengel transformée en appartements (XVIIIe siècle, Monuments historiques, 1992).
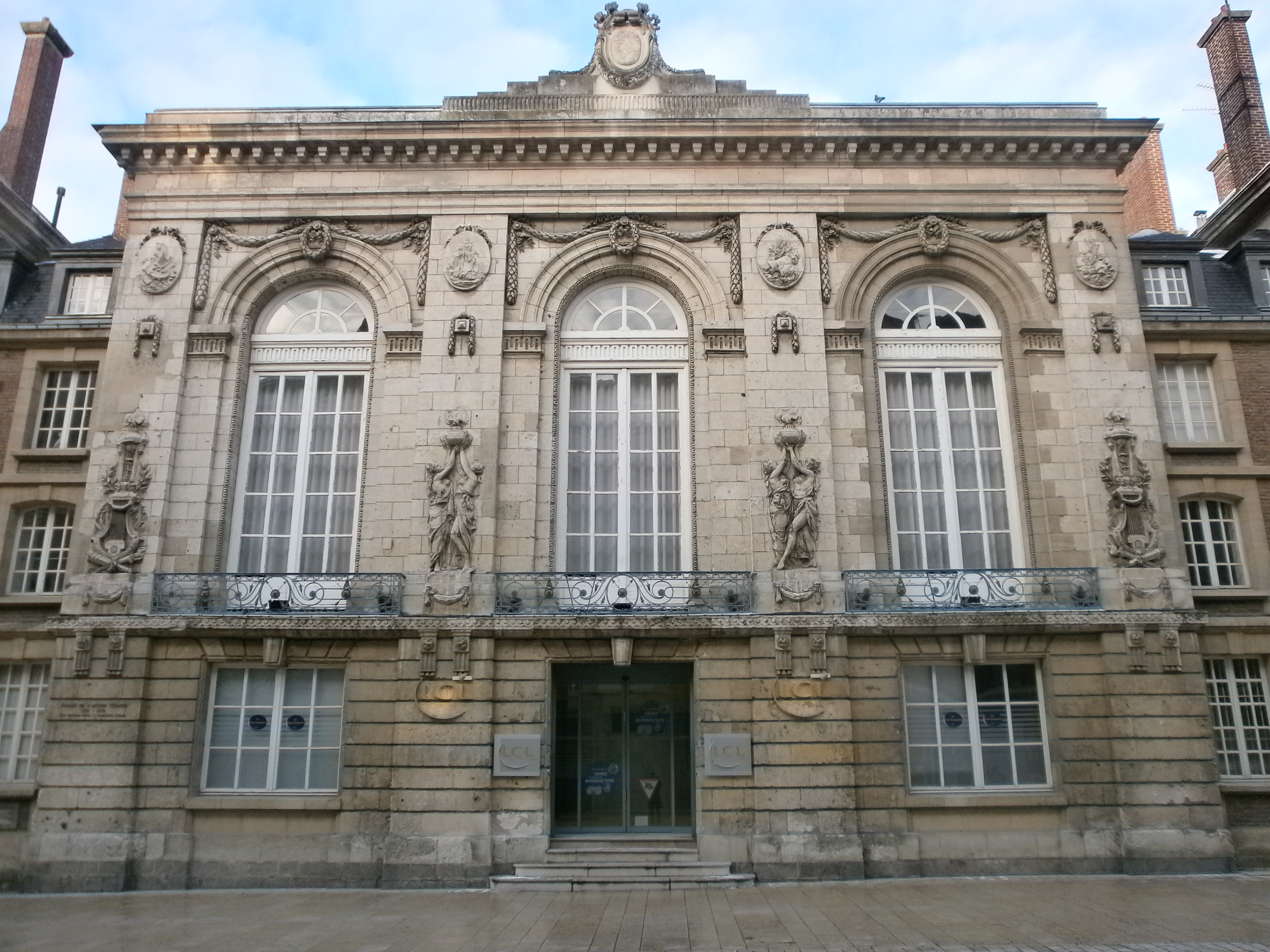
Façade de l'ancien théâtre d'Amiens, banque rue des Trois-Cailloux.
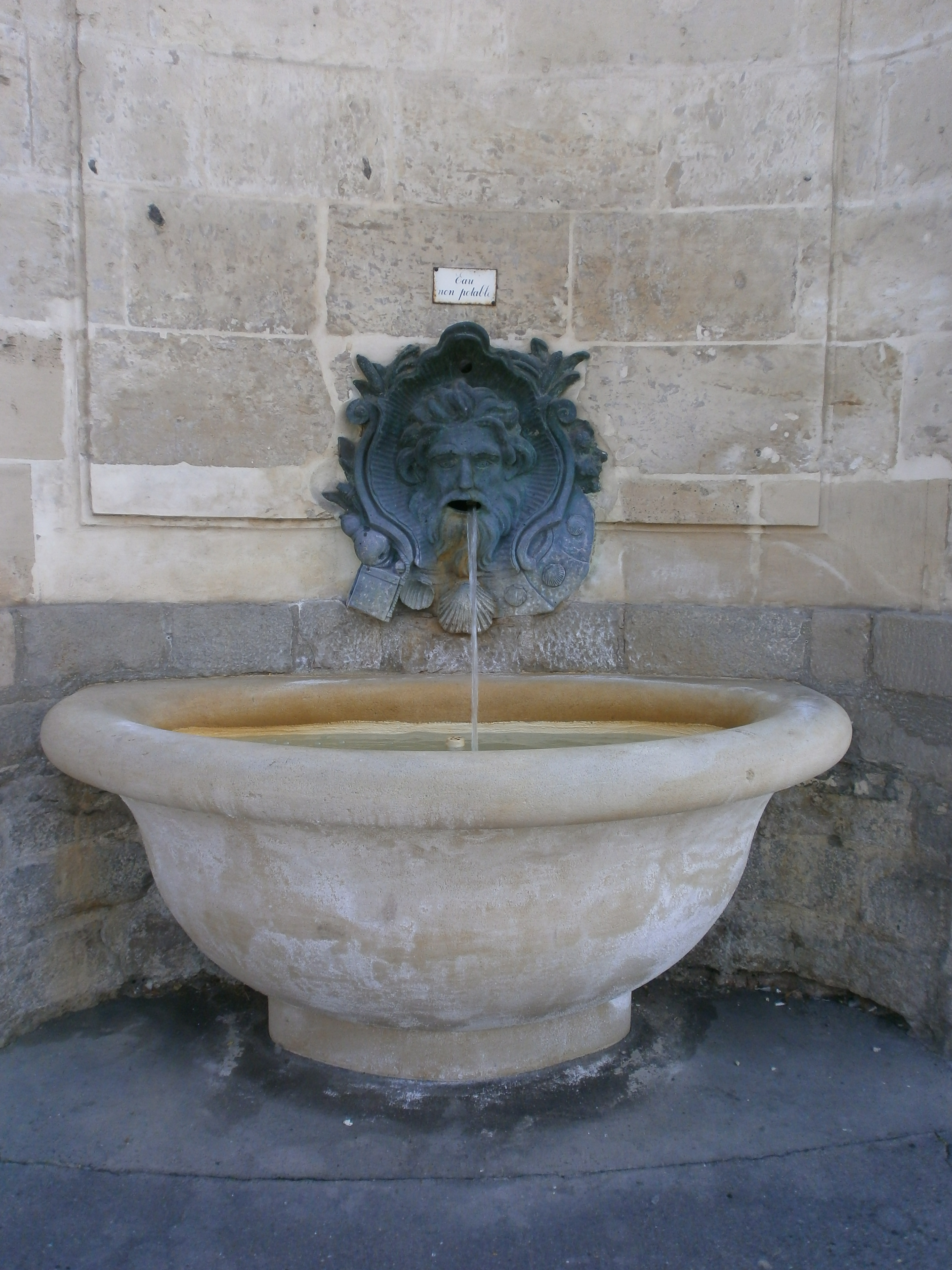
Fontaine de la rue Saint-Jacques.
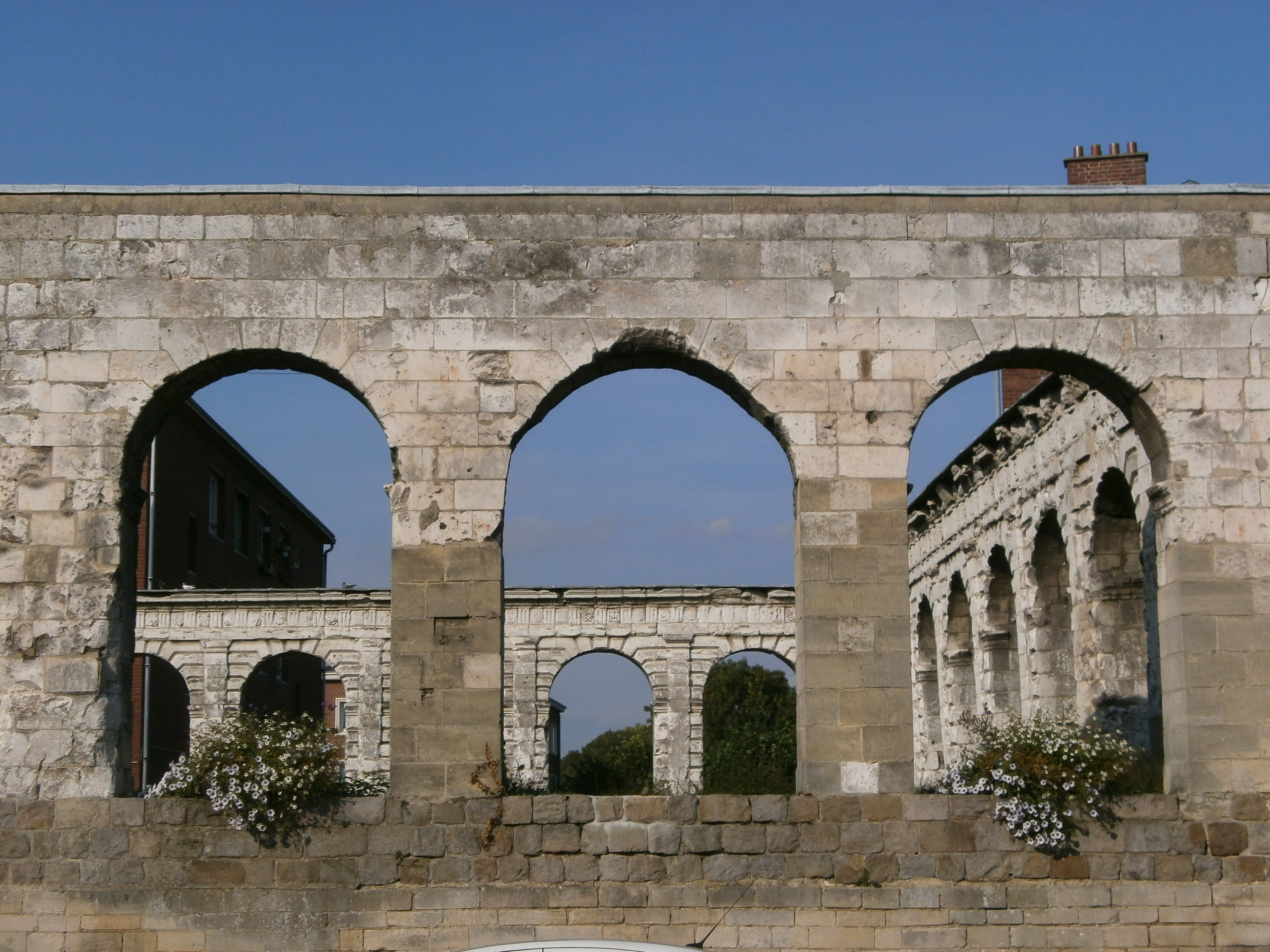
Couvent des Sœurs grises (XVIIIe siècle, Monuments historiques, 1992).
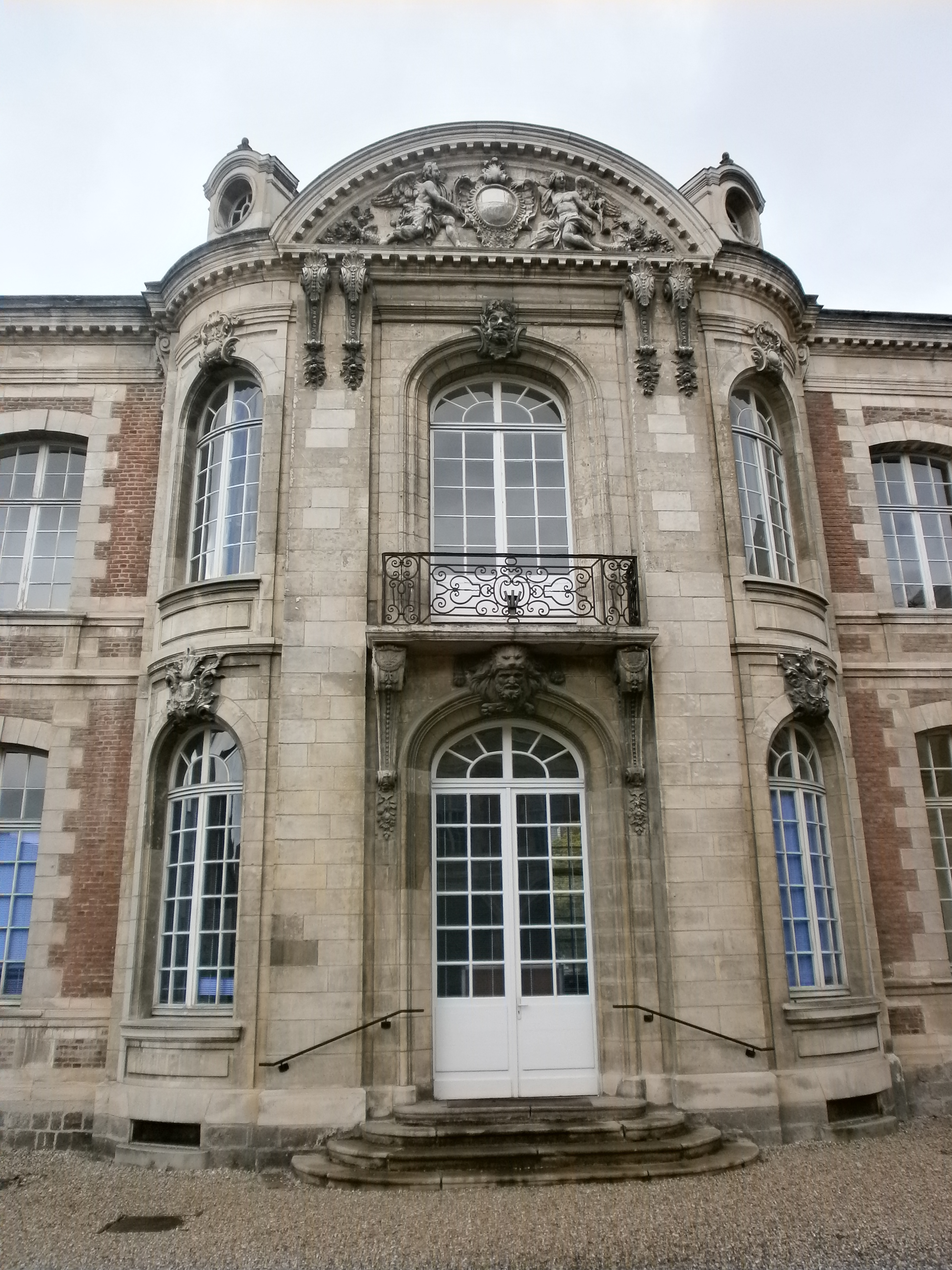
Abbaye Saint-Jean-des-Prémontrés (XVIIIe siècle, Monuments historiques, 1992).
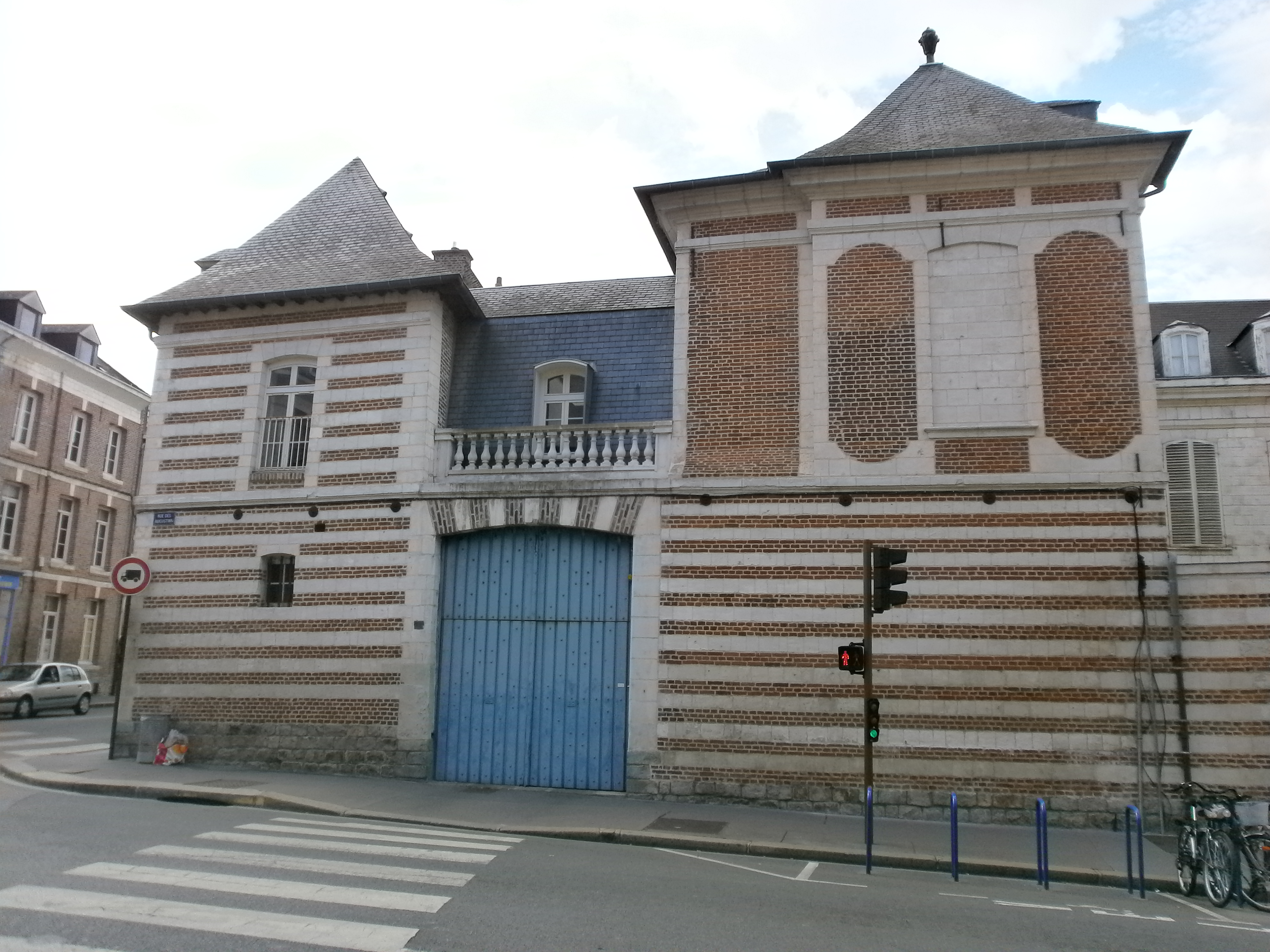
Hôtel Blin de Bourdon (XVIIIe siècle) : 1 rue des Augustins (Monuments historiques, 1993).
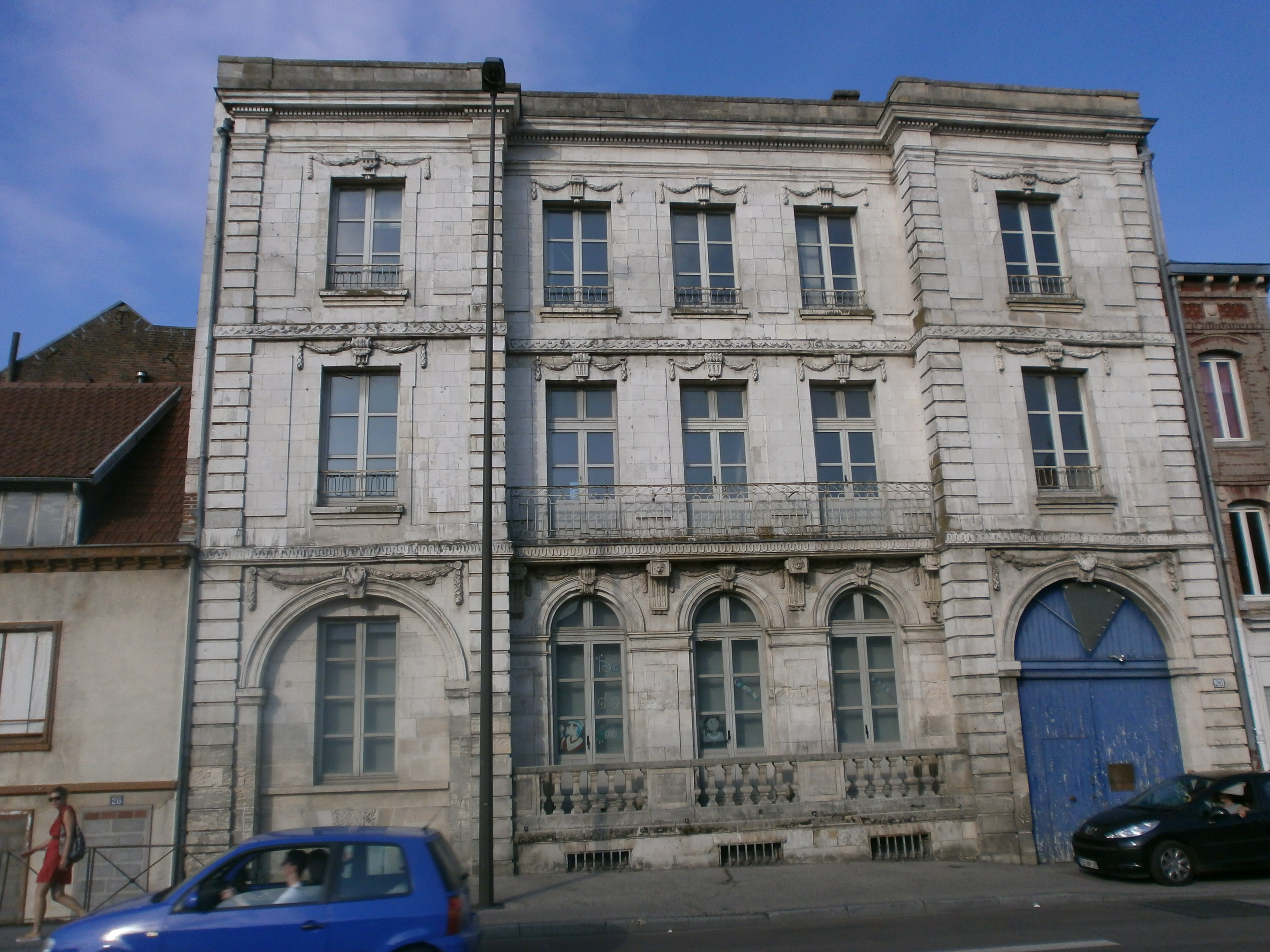
Maison Cozette (XVIIIe siècle) : 26 place Vogel (Monuments historiques, 1992).
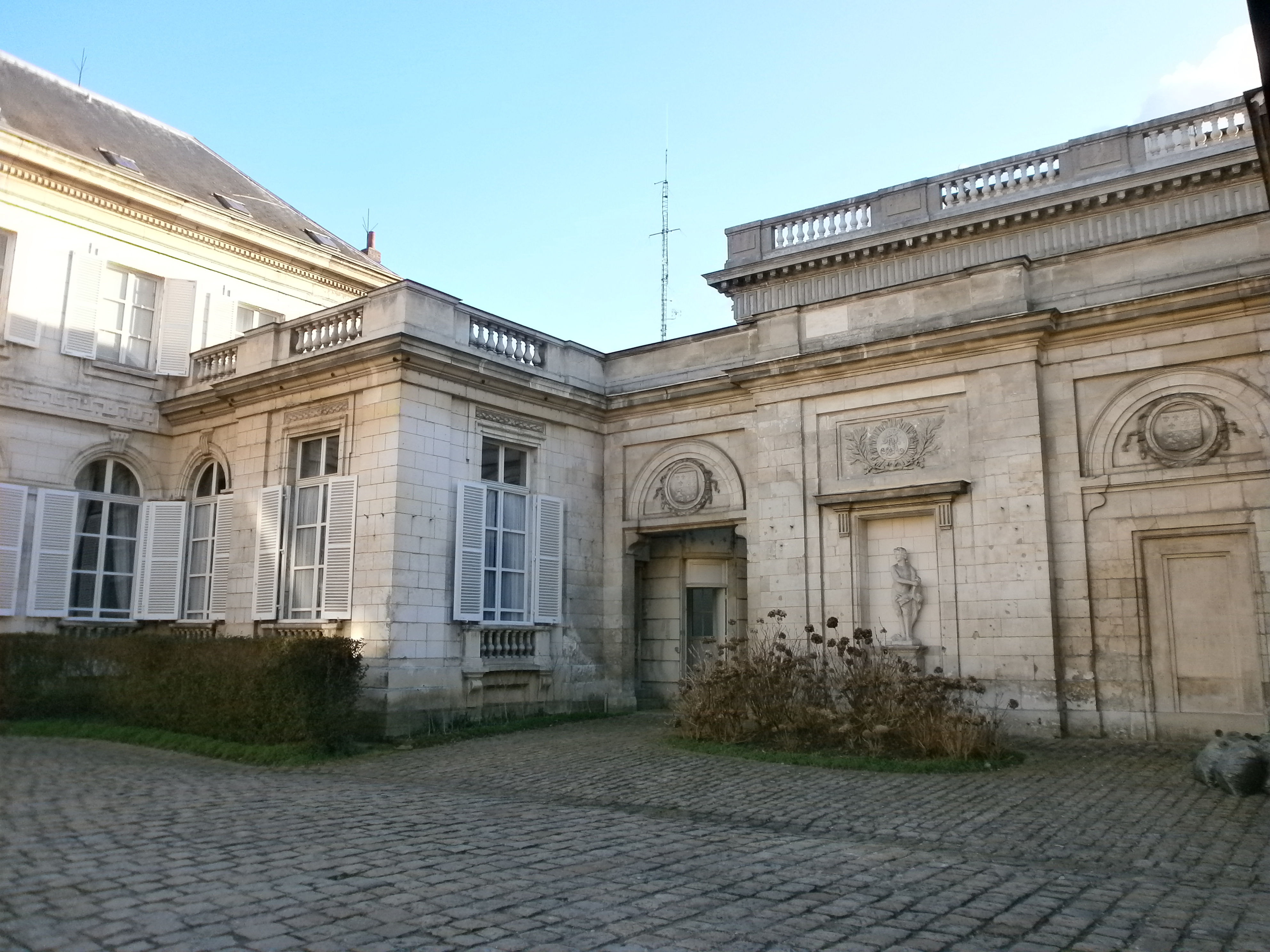
Hôtel de la Préfecture (XVIIIe et XIXe siècles, Monuments historiques, 1992).

### XIXesiècle
- Le Palais de Justice est construit de 1865 à 1880[17] à l'emplacement de l'abbaye Saint-Martin-aux-Jumeaux (1073 à 1634) établie à l'endroit supposé du partage du manteau de Saint-Martin puis du couvent des Célestins (1634 à 1781). Les Célestins, dont l'ordre fut supprimé en 1778, quittèrent les lieux en 1881[18].
- Le quartier Henriville, dont l'hôtel Acloque (style néo-Louis XIII), et l'église Saint-Martin (néogothique, construite par Louis Antoine en 1874).
- La Maison de Jules Verne[19],[20], qui a été rouverte après rénovation, en 2006, présente notamment la salle à manger néogothique et le bureau d'époque. La tour a été couverte d'une sphère armillaire commandée à l'artiste François Schuiten, qui signe également la fresque murale prolongeant le jardin imaginaire d'antan.
- Le cimetière de La Madeleine où Jules Verne est inhumé ; Son tombeau est orné d'une sculpture d'Albert Roze symbolisant la résurrection : Jules Verne soulevant la dalle pour entrapercevoir le monde moderne. Y sont également inhumées des personnalités comme René Goblet, Frédéric Petit, Victorine Autier... ;
- Cimetière Saint-Acheul où son inhumé des personnalités amiénoises et où se trouve une tombe surmontée d'une sculpture d'Auguste Rodin.
- L'horloge Dewailly, par Émile Ricquier (entièrement refaite en 1999), complétée par la statue de Marie-sans chemise d'Albert Roze, initialement la place Gambetta ;
- L'ancienne Maison des Assurances, rue Marotte, édifié par E. Ricquier en 1893 (aujourd'hui un bar) ;
- La Bibliothèque Louis Aragon, rue de la République, construite par François-Auguste Cheussey en 1823, de style néoclassique avec un péristyle à colonnes à fûts toscans[21] ;
- Le monastère des Visitandines, construit entre 1839 et 1841 par Herbault ;
- La Palais de Justice, des nouveaux bâtiments édifiés par Cheussey en 1834 et 1846 ;
- Les rénovations par Cheussey (1816 à 1848) de la cathédrale ;
- La place Saint-Denis (aujourd'hui place René-Goblet) est conçue en 1839 par l’architecte François Auguste Cheussey ;
- L'église paroissiale Saint-Firmin-le-Martyr par Cheussey en 1843[22]
- L'église Ste-Anne de l'architecte Victor Delefortrie
- L'église St-Rémi de l'architecte Paul Delefortrie
- Fontaine monumentale par la sculptrice Hélène Bertaux en 1864

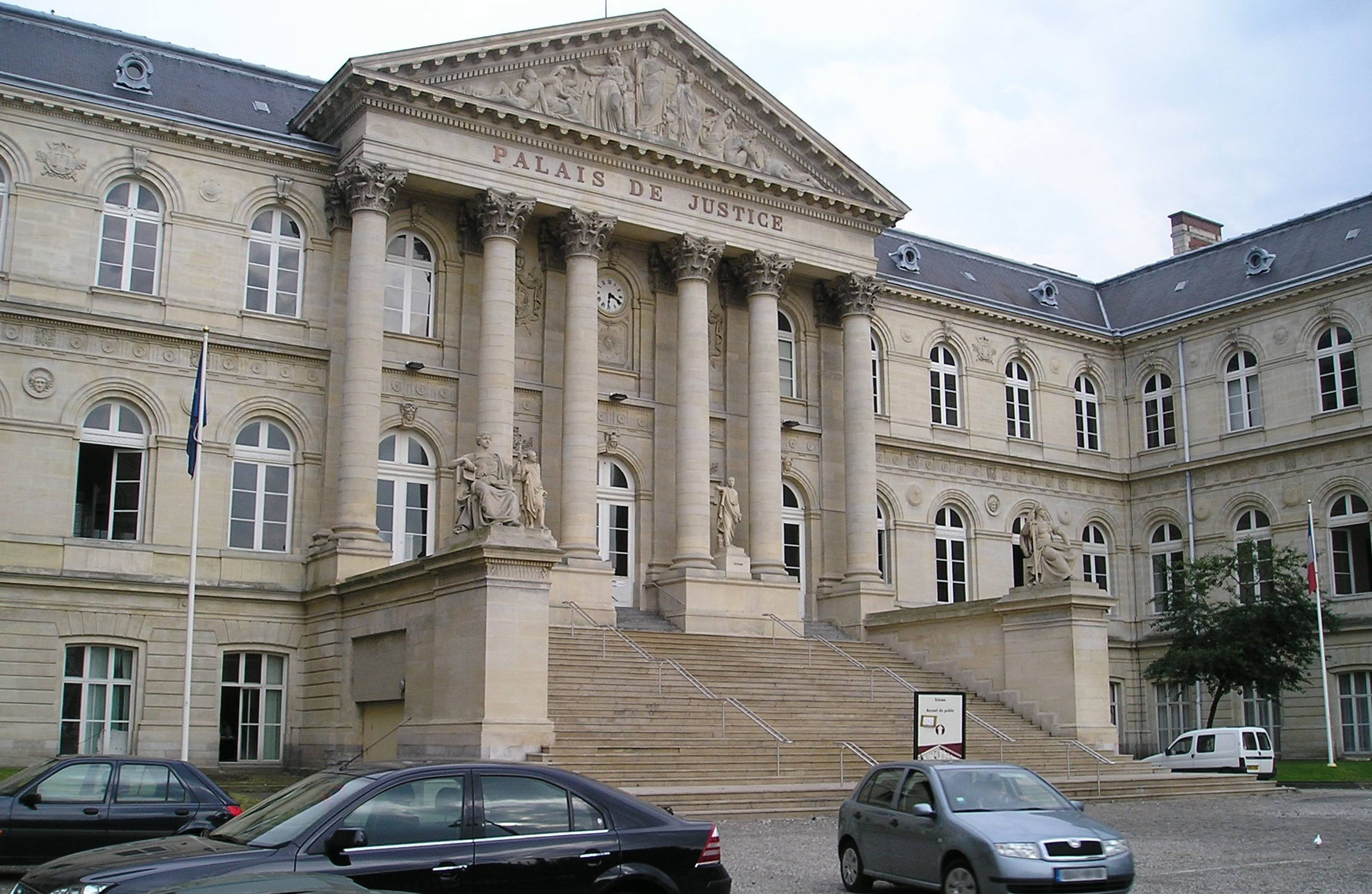
Palais de justice (XIXe siècle, Monuments historiques).
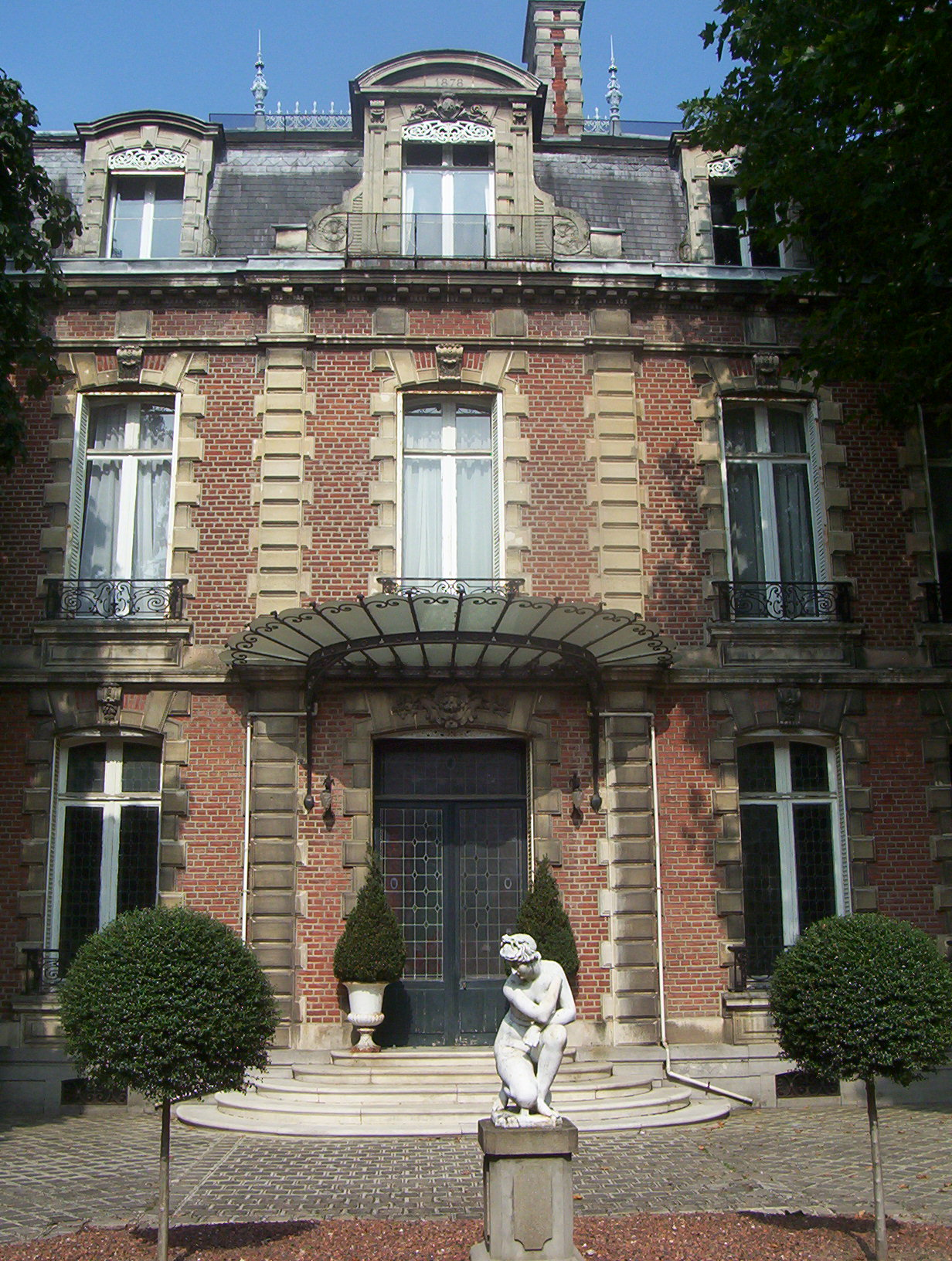
Hôtel Acloque (XIXe siècle, Monuments historiques, 1999).
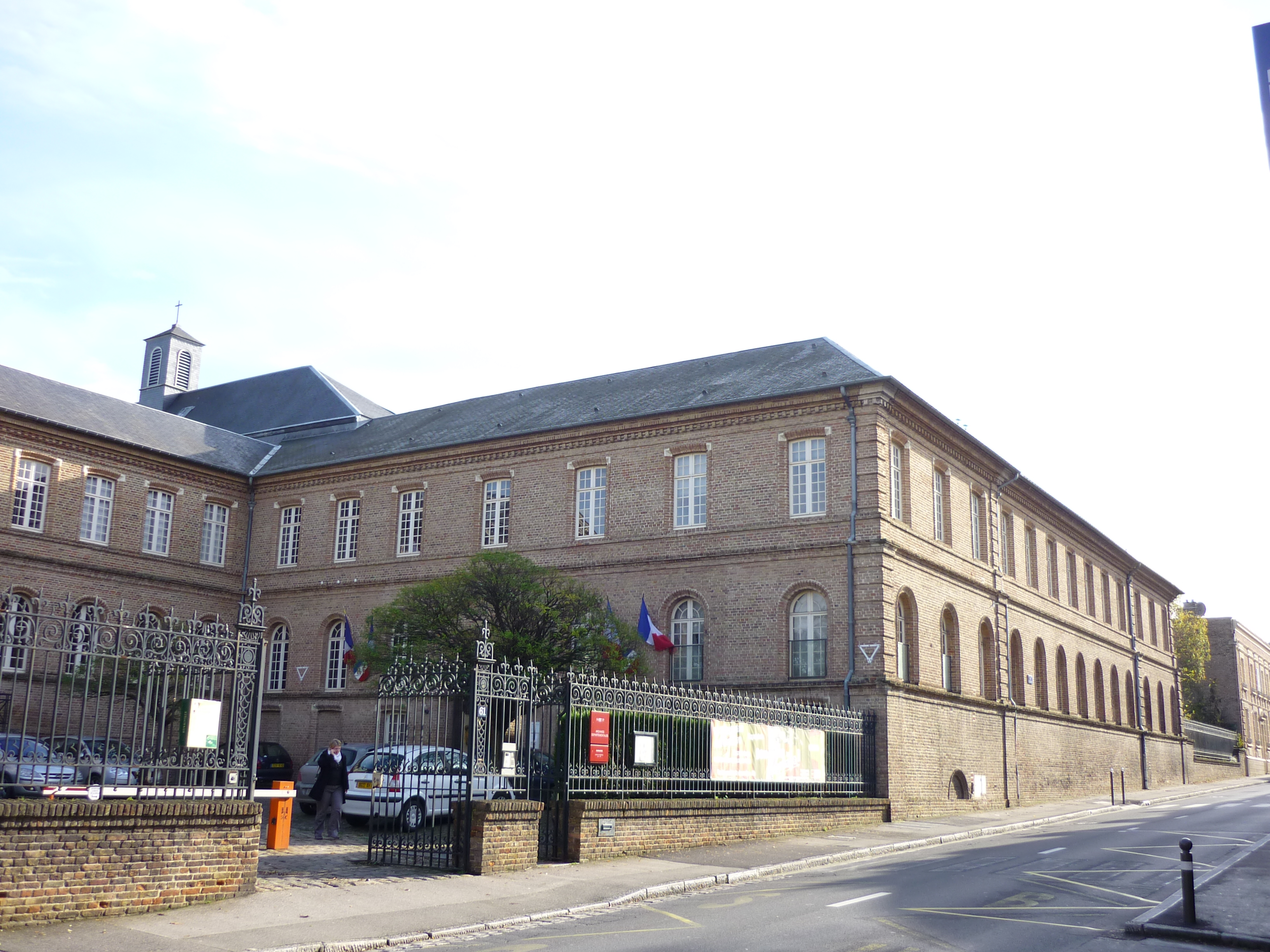
Le couvent de la Visitation-Sainte-Marie (XIXe siècle, Monuments historiques).

### XXesiècle
- L'hôtel Bouctot-Vagniez (siège de la Chambre régionale de commerce et d'industrie), construit par Louis Duthoit en 1909, rare bâtisse amiénoise d'art nouveau[23]
- Le quartier anglais, situé sur la route de Longueau, indiqué notamment par une cabine téléphonique britannique. Un îlot londonien au cœur d'Amiens.
- L'ESIEE-Amiens, conçu par les architectes Jean Dubus et Jean-Pierre Lott. Un bâtiment moderne identifié par sa Soucoupe.
- Ensemble d'immeubles Art déco rue Cauvin, ainsi que les garages Gueudet[24] (rue des Otages)
- L'église Saint-Honoré, reconstruite entre 1957 et 1961, par Paul Tournon, sur les plans du pavillon pontifical de l'exposition universelle de Paris de 1937[25], [26]
- L'hôtel Vagniez-Renon (siège actuel du tribunal administratif) : ancien hôtel particulier d'Henriville, il abrite une salle d'hydrothérapie de style mauresque, conçue par Émile Ricquier,
- L'église Saint-Pierre, détruite en 1940, et reconstruite en 1949 par Evrard, en béton vitré, avec un clocher en brique,
- Le Courrier picard : l'ancien siège du quotidien d'Amiens, d'abord Progrès de la Somme, appartient à un ensemble de bâtiments d'Art déco,
- Le monument de Philippe Leclerc de Hauteclocque par Jan et Joël Martel en 1950,
- Le couvent du Saint-Esprit (Carmel), sur la colline Montjoie, construit en 1965, par l'architecte Pierre Pinsard,
- La Maison de la culture d'Amiens, inaugurée le 19 mars 1966 par André Malraux, construite par Jean Duthilleul[27],
- Église Saint-Paul d'Amiens, construite par Bernard Bougeault en 1968 [28]
- Le Coliséum, inauguré le 5 janvier 1996, construit par l'architecte Pierre Parat (auteur du Palais omnisports de Paris-Bercy),
- Le Stade de la Licorne, construit en 1999 par les architectes Philippe Chaix et Jean-Paul Morel.

### XXIesiècle
- Le Cinéma Gaumont Amiens inauguré en 2005. Il est l'œuvre des architectes Philippe Chaix et Jean-Paul Morel. La décoration intérieure est l’œuvre de Christian Lacroix et des plasticiens Alain Balzac et François Michel.
- La Verrière de la place de la gare d'Amiens, aussi appelée la Canopée. Elle est l'œuvre de l'architecte Claude Vasconi, connu notamment pour le forum des Halles à Paris. Objet d'une vive polémique lors de son inauguration en mars 2008, la verrière a pour objectif de créer un lien entre la zone piétonne du centre-ville et la ZAC Gare la Vallée, appelé à devenir le quartier d'affaires d'Amiens. Critiquée, par ses détracteurs[29], pour son côté massif et imposant, la verrière d'une surface de plus de 10 000 m2 culmine à 15 mètres de hauteur et est composée de panneaux de verre pixelisés créés par Bernard Pictet. C'est l'une des plus grandes verrière d'Europe[30].
- Le Zénith d'Amiens par Massimiliano Fuksas dans le quartier Renancourt entre Mégacité et l'Hippodrome. Construction terminée en 2008.